# スイス国鉄RBDe560形電車

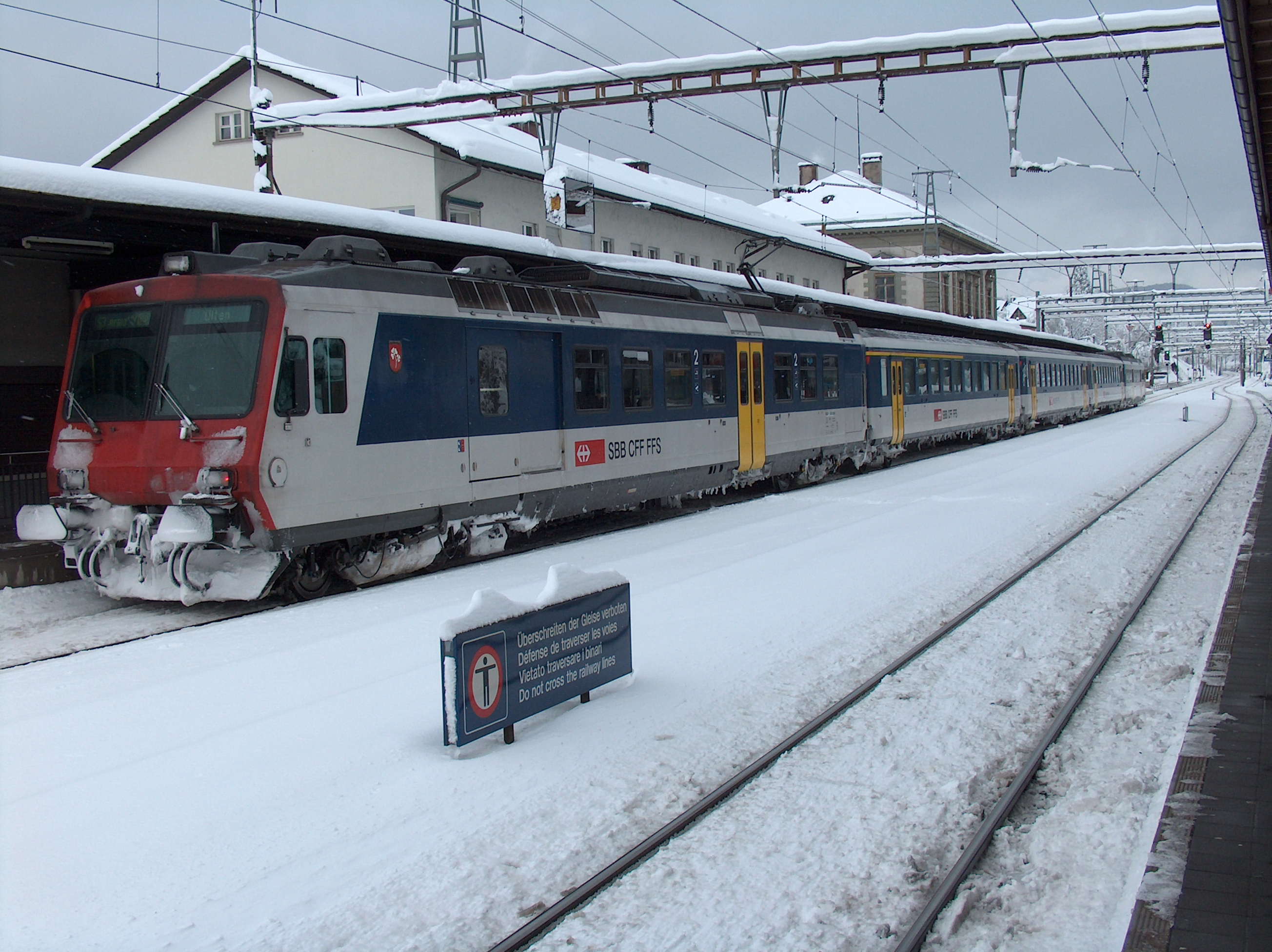
RBDe560形、リースタル駅に停車中

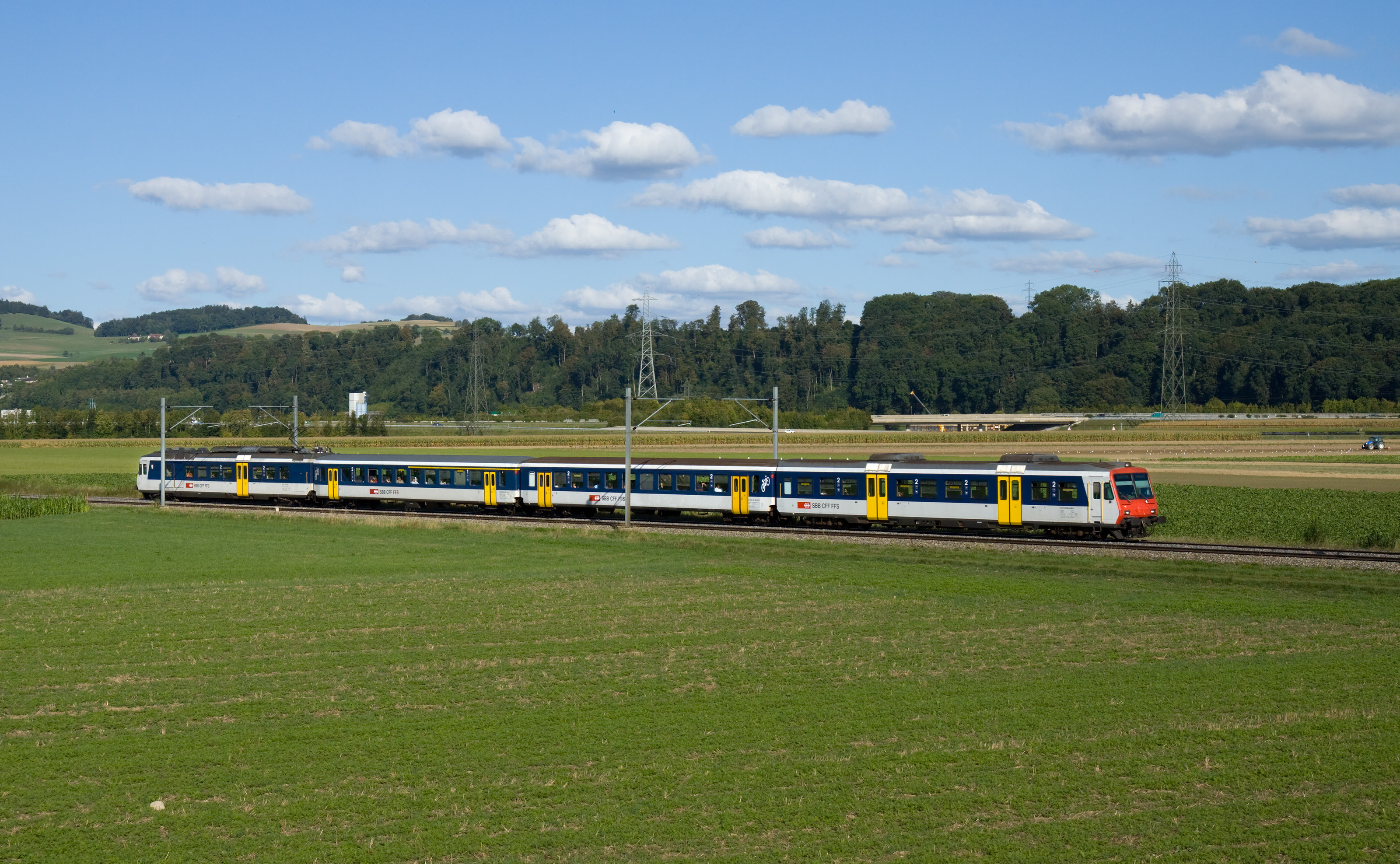
最後尾にRBDe560形を連結した編成、先頭の制御車はRBDe560形と同形、中間の客車は従来形からの改造、イヴェルドン付近

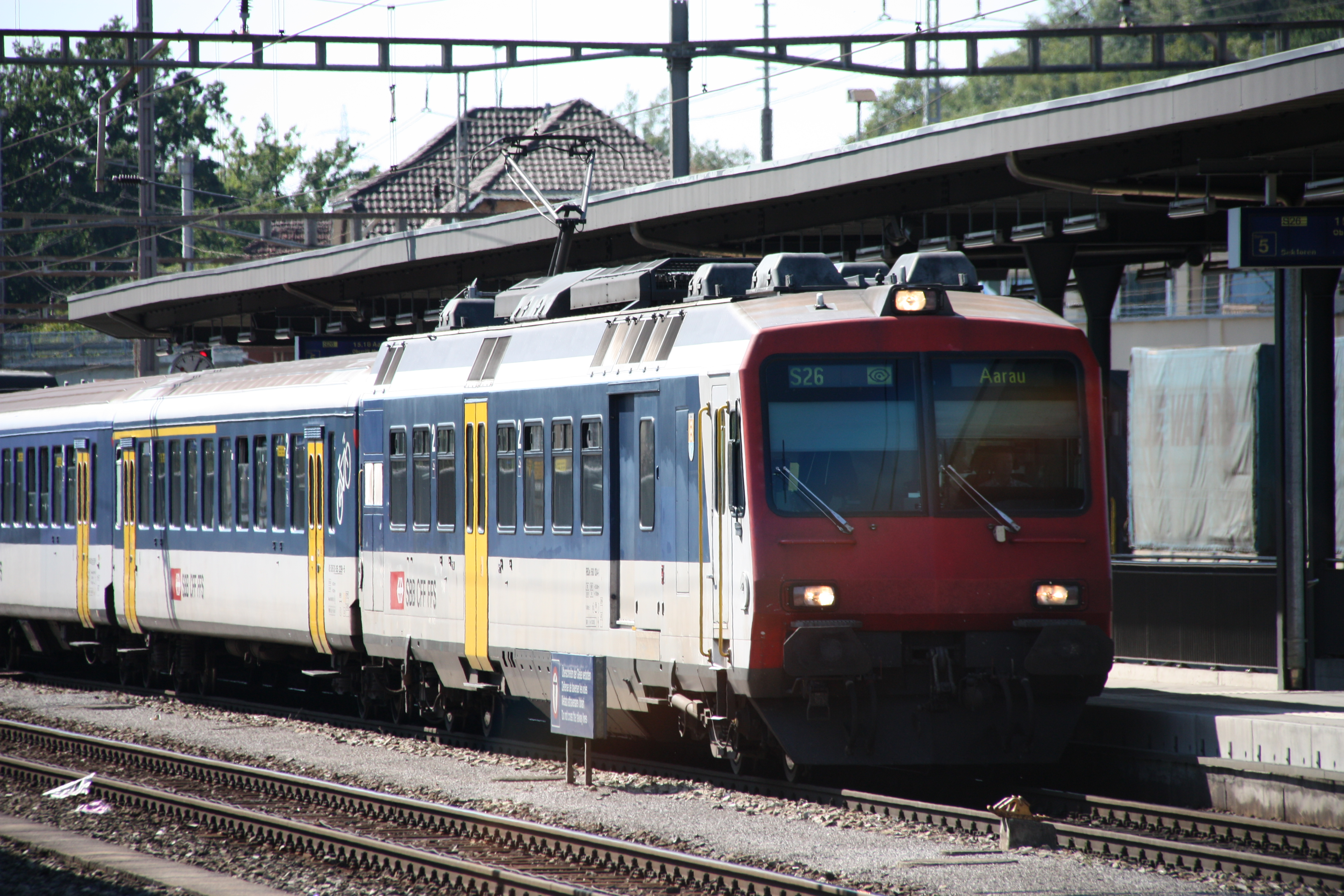
RBDe560形が牽引するアーラウ行のSバーン、ロートクロイツ駅に停車中

スイス国鉄RBDe560形電車(スイスこくてつRBDe560がたでんしゃ)は、スイスのスイス連邦鉄道（SBB: Schweizerische Bundesbahnen、スイス国鉄）で使用される旅客荷物合造電車である。なお、本形式は登場時はRBDe4/4形であったが、1989年の称号改正によりRBDe560形となったものである。また、本項では本形式の派生形式であるRBDe561形およびRBDe562形についても記述する。

## 概要
1980年までのスイス国鉄のローカル列車は電気機関車および電車が牽引するもの主であったが、スイス国鉄では「Bahn + Bus 2000」計画などによってこれらの近代化を計画し、その計画に基づいてAe3/6I形やAe4/7形、Re410形といった旧型の電気機関車の代替、BDe4/4形やRBe540形といった電車が牽引した列車の制御客車を使用したシャトルトレインへの代替、主要都市におけるSバーンの列車での使用を念頭に置いて設計、製造された車両がNPZと呼ばれる本形式およびその制御客車である。本形式は1980年代にスイス国内のベルン-レッチュベルク-シンプロン鉄道とその各系列会社、ボーデンゼー-トゲンブルク鉄道とフリブール・グリュエール-フリブール-モラ鉄道が共同開発し、それらの会社に加えてヴァル＝ド＝トラヴェール地域鉄道、EBTグループのエメンタル-ブルクドルフ-トゥーン鉄道とその各系列会社でも導入された「Privatbahn-NPZ」もしくは「EAV-Triebwagen II」と呼ばれるシリーズをベースとして設計された車両であり、サイリスタ位相制御により最大182kN、1時間定格95kNの牽引力と140km/hの最高速度の性能を持ち、専用の制御客車と客車との編成で使用を前提とした汎用車両である。1984年に試作車が4編成、その結果をもとに1987年から1次量産車が80編成、1993年から42編成の計126編成が製造されたもので、試作車の車体と機械部分の製造をFFA、SWPが、台車の製造をSIG、電機部分、主電動機の製造をBBCが担当しており、1次量産車は車体、機械部分の製造がSWAとSWPとなり、台車はSIG、電機部分、主電動機の製造は021号機までがBBC、022号機以降はABBが担当しており、最終増備の2次量産車では1次量産車と同じく車体と機械部分の製造がSWAとSWP、台車はSIG、電機部分、主電動機はABBが製造を担当している。なお、本形式の試作車と1次量産車は当初はRBDe4/4形の2100-2183編成として製造されており、1989年の称号改正によってRBDe560形の000-083編成となったものであり、称号改正後に製造された第100編成以降は当初より新形式名となっている。
各ロットの旧形式・車台番号と新形式・車台番号、製造年は以下の通り
- RBDe4/4 2100-2103 - RBDe560 000-003 - 1984年
- RBDe4/4 2104-2183 - RBDe560 004-083 - 1987-90年
- 旧番なし - RBDe560 100-141 - 1993-96年

また、各編成には愛称がつけられており、組みわせは以下の通りである。
| 編成番号 | 愛称                         | 編成番号 | 愛称           | 編成番号 | 愛称                           | 編成番号 | 愛称                        | 編成番号 | 愛称               |
| 000-2    | Altstätten                   | 027-5    | Tenero-Contra  | 054-9    | Küssnacht am Rigi              | 081-2    | Busswil                     | 124-0    | Algetshausen-Henau |
| 001-0    | Münsingen                    | 028-3    | Saint-Ursanne  | 055-6    | Saint-Blaise                   | 082-0    | Schüpfheim                  | 125-7    | Goldach            |
| 002-8    | Sempach Neuenkirch           | 029-1    | Saint-Imier    | 056-4    | Nieder-/Oberwichtrach          | 083-8    | Courtelary                  | 126-5    | Lengnau            |
| 003-6    | Frenkendorf Füllinsdorf      | 030-9    | Amriswil       | 057-2    | Reconvillier                   | 100-0    | Luino                       | 129-9    | Sonvillier         |
| 004-4    | (Grandvaux)                  | 031-7    | Rolle          | 058-0    | Saxon                          | 101-8    | Mesocco                     | 131-5    | Saint-Saphorin     |
| 005-1    | Untersiggenthal              | 032-5    | Birr/Lupfig    | 059-8    | Gurtnellen                     | 102-6    | Melide/Bissone/Morcote      | 132-3    | Noiraigue          |
| 006-9    | Wünnewil Flamatt             | 033-3    | Avenches       | 060-6    | Kaiseraugst                    | 103-4    | Studen                      | 133-1    | Riehen             |
| 007-7    | Rekingen                     | 034-1    | Cressier       | 061-4    | Sins                           | 104-2    | Arth                        | 134-9    | Flurlingen         |
| 008-5    | Buttes                       | 035-8    | Niederbipp     | 062-2    | Deitingen                      | 105-9    | Kaltenbach Etzwilen         | 135-6    | Waldshut/Tiengen   |
| 009-3    | Lachen                       | 036-6    | Andelfingen    | 063-0    | Giornico                       | 106-7    | Egnach                      | 136-4    | Kleinhüningen      |
| 010-1    | Jona                         | 037-4    | Brügg          | 064-8    | Koblenz                        | 107-5    | Hunzenschwil                | 137-2    | Basel St. Johann   |
| 011-9    | Aesch                        | 038-2    | Münchenbuchsee | 065-5    | Laufenburg                     | 108-3    | Beinwil am See              | 138-0    | Vile de Muhlhouse  |
| 012-7    | Zwingen                      | 039-0    | Steinhausen    | 066-3    | Schüpfheim                     | 109-1    | Bazenheid                   | 139-8    |                    |
| 013-5    | Oberbuchsiten                | 040-8    | Tecknau        | 067-1    | Mägenwil                       | 110-9    | Lichtensteig                | 140-6    | St. Louis          |
| 014-3    | Näfels Mollis                | 041-6    | Wassen         | 068-9    | Gisikon Root                   | 111-7    | Triengen                    | 141-4    |                    |
| 015-0    | Lausen                       | 042-4    | Saint-Gingolph | 069-7    | Sirnach                        | 112-5    | Hasle LU                    |          |                    |
| 016-8    | Dottikon-Dintikon Villmergen | 043-2    | Pully          | 070-5    | Trubschachen                   | 113-3    | Riehen                      |          |                    |
| 017-6    | Bad Ragaz                    | 044-0    | Twann          | 071-3    | Leuk                           | 114-1    | Ouchy                       |          |                    |
| 018-4    | Les Hauts-Geneveys           | 045-7    | Glovelier      | 072-1    | Vernayaz                       | 115-8    | Thal, Altenrhein, Staad     |          |                    |
| 019-2    | Rivera Bironico              | 046-5    | Muralto        | 073-9    | Gland                          | 116-6    | Mett-Bözingen/Mâche-Boujean |          |                    |
| 020-0    | Birsfelden                   | 047-3    | Les Eplatures  | 074-7    | Grogier Saint-Aubin            | 117-4    | Lucens                      |          |                    |
| 021-8    | Entlebuch                    | 048-1    | Frick          | 075-4    | Grellingen                     | 118-2    | Ittigen                     |          |                    |
| 022-6    | Rothenburg                   | 049-9    | Reinach        | 076-2    | Orbe                           | 119-0    | Rubigen                     |          |                    |
| 023-4    | Ebikon                       | 050-7    | La Neuveville  | 077-0    | Puidoux Chexbres               | 120-8    | Netstal                     |          |                    |
| 024-2    | Bauma                        | 051-5    | Egerkingen     | 078-8    | Grand-Saconnes/Genève-Aéroport | 121-6    | Mels                        |          |                    |
| 025-9    | Düdingen                     | 052-3    | Dagmersellen   | 079-6    | Moudon                         | 122-4    | Walenstadt                  |          |                    |
| 026-7    | Versoix                      | 053-1    | Boncourt Delle | 080-4    | Palézieux                      | 123-2    | Braunwald                   |          |                    |

## 仕様

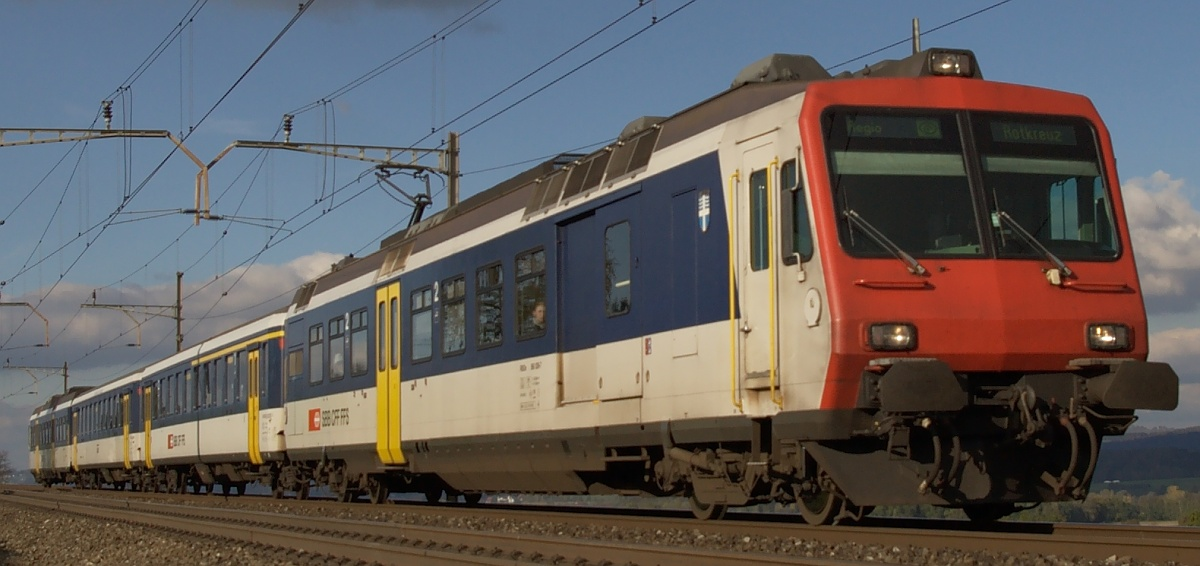
RBDe560形他の編成、MühlauとSins間

### 車体
- 車体は片運転台の鋼製でUIC基準505-2に準拠した車端荷重1500kNに対応した、スイス国鉄のRABDe511形やEAV-Triebwagen IIをベースとした直線基調のデザインとなっている。正面はくの字形状に2枚窓の構成で、窓下部左右と上部にスイスの鉄道車両で標準となっている角型の前照灯と標識灯のユニットを設置しており、EAV-Triebwagen IIと比較して屋根前部が斜めに下がった形状となるよう変更されて上部の前照灯が上部に張り出している。車体は運転室の後位が機器室と荷物室、その後位が客室で、中央の出入口とデッキで前後に分けられており、車体最後部連結面寄が機器室となっている。
- デッキ部は床面高さ1100mmで、ホームから177mmのステップ2段を経由して乗車し、さらに床面高1200mmの客室へはスロープを経て入室する。また、連結側の車端部のデッキ床面は連結器およびバッファを避けるため1270mmとなっており、客室と機器室通路間は1段のステップとなっている。客室は2+2列の4人掛け、シートピッチ1750mmの固定式クロスシートで、樹脂製ヘッドレストと肘掛付ものが用意されており、乗降扉の前位側の客室が4ボックス、後位側が3ボックスの配置でデッキと客室間には下部のみの仕切と握棒が設置されている。また、客扉は幅1400mmで両開式のプラグドア、客室窓は高さ960mmの下部固定、上部は左右引違式のもの、荷物室扉は幅1350mmの片引扉である。
- 運転室はRe420形やRe620形電気機関車と同デザインの、運転席左側の空気ブレーキ関係のレバーと右側の電気関係のレバー式のマスターコントローラーにより操作する方式で計器盤は4面でアナログ式計器が設置されており、乗務員室扉は反運転席側のみ、運転室の側面窓には電動式のバックミラーが設置されている。また、連結器は通常の客車を中間車に使用できるよう通常のねじ式連結器となっており、角型の緩衝器（バッファ）が左右、フック・リングが中央にあるタイプで、その下部にスノープラウを兼ねた大型のスカートが設置されている。なお、2次量産車は運転室屋根上に空調機が搭載しているほか、1次量産車の一部も改造により搭載した車両がある。
- 屋根は肩部には機器冷却と空調用の空気取入口のルーバーが設置され、屋根上後端にパンタグラフと主開閉器、台車および機器室上部に主電動機および油冷却用の送風機のカバーが、乗降扉上部には換気装置が設置されており、それ以外の客室上部には発電ブレーキ用の抵抗器が設置されている。
- 台枠は鋼材を箱型に組んで構成され、床板は防音のため16mm厚の浮床構造で側面には40-50mm厚のグラスウール製の断熱材が入るほか、台車も台枠中にはまり込む形で装備され、先頭部にスカートが取付けられているほか側面下部にも機器覆いが設置されている。床下には主変圧器、位相制御用のコンバータとそれらの冷却器が、車体内機器室には制御装置、電動空気圧縮機、空気ブレーキ用機器、補機類が設置されている。
- 塗装
  - 車体塗装は明灰色をベースとして、側面窓周りを濃青色、正面を赤としたもので、乗降扉および握棒が黄色となっており、側面下部後位側にスイス国鉄のマークとロゴが、乗務員室後位の機器室側面に車両愛称名のエンブレムが入るものである。なお、1次量産車は運転室側面が明灰色、2次量産車は濃青色であり、識別点となっている。
  - 試作編成4編成は試験のためそれぞれとも異なる塗装となっていた。2100および2101は淡緑色をベースに側面窓周りが濃緑色、乗降扉を赤としたもので、2101号のみ正面が赤となっており、また、2102および2103は明灰色をベースとして、側面窓周りを濃青色としたもので、2102は側面窓周りの濃青色が窓高さのみの細いもので乗降扉は黄色、2103は乗降扉および正面が赤となっていた。4編成での試験結果により2103の塗装をベースに乗降扉を黄色としたものが量産車に採用され、試作車も後にこの塗装に変更されている。
  - 屋根上機器と屋根肩部より上部はグレー、床下機器と台車、正面スカートと側面機器覆はダークグレーである。

### 走行機器
- 制御方式はサイリスタ位相制御で、主変圧器で降圧した交流をサイリスタとダイオードによるブリッジ回路2組により位相制御して直流に変換して直流複巻電動機を制御する方式で、主電動機は4台永久並列接続で分巻界磁も位相制御により制御されるほか、主変圧器冷却油とコンバータ素子冷却油の冷却はファンによる強制通風式で、車体側面および肩部のルーバーから冷却気を吸入する。
- 主変圧器はラジアル積層コアトランスで主平滑リアクトルとともにアルミ筐体に組み込まれて油冷されるもので、入力15kV、出力は走行用のもののほか、列車暖房用990V、補機駆動用230Vとなっている。
- ブレーキ装置は電気ブレーキを外部電源より他励界磁を制御する方式で、発電ブレーキ用として屋根上にブレーキ用抵抗器を搭載しているほか、空気ブレーキ、駐機用の手ブレーキを装備している。
- 主電動機は1時間定格出力440kWのBBC製直流複巻整流子電動機を4台搭載し、1時間定格牽引力95kN、最大牽引力182kNの性能を発揮する。冷却は屋根上に設置された台車毎のファンによる強制通風式で、冷却気は車体肩部のルーバーから吸入されて主電動機へ導かれる。また、主電動機は台車枠に装荷されてカルダン駆動方式の一種であるBBC製のゴムカップリングドライブ式の駆動装置で動輪に伝達される方式となっている。
- 台車は軸距2700mm、車輪径950mmのSIG製Typ L-GSGA鋼板溶接組立式ボルスタレス台車で、軸箱支持方式はオイルダンパ付の軸梁式、枕ばね、軸ばねともにコイルばね、基礎ブレーキ装置はユニット式のディスクブレーキで、動輪にブレーキディスクを組み込んだキャリパーブレーキ方式のものを装備する。最前位および最後位の車輪には砂撒管が装備されて、砂箱は車体内に、砂箱蓋が車体側面に設置されている。
- そのほか、パンタグラフはBBC製のシングルアーム式を1台搭載、主開閉器はTyp DBTF空気遮断器でアレスタとともに屋根上搭載、補機類は主電動機送風機2台、主変圧器およびコンバーター油冷却送風機、主変圧器用とコンバータ用のオイルポンプ、電動空気圧縮機とDC36Vの蓄電池などを搭載、重連総括制御装置はスイス国鉄標準のSystem IIIdを装備している。

### 主要諸元
- 軌間：1435mm
- 電気方式：AC15kV 16.7Hz 架空線式
- 最大寸法：全長25000mm、全幅2770mm、屋根高3750mm
- 軸距：2700mm
- 動輪径：950mm
- 台車中心間距離：17600mm
- 自重：70t
- 定員：2等56名
- 走行装置
  - 主制御装置：サイリスタ位相制御、弱界磁制御
  - 主電動機：直流複巻整流子電動機×4台
- 性能
  - 出力：連続定格1680kW、1時間定格1760kW
  - 牽引力：1時間定格95kN、最大182kN
  - 定格速度：連続定格78km/h、1時間定格76km/h
- 最高速度：140km/h
- ブレーキ装置：電気ブレーキ、空気ブレーキ、ばねブレーキ

## 制御客車・中間客車

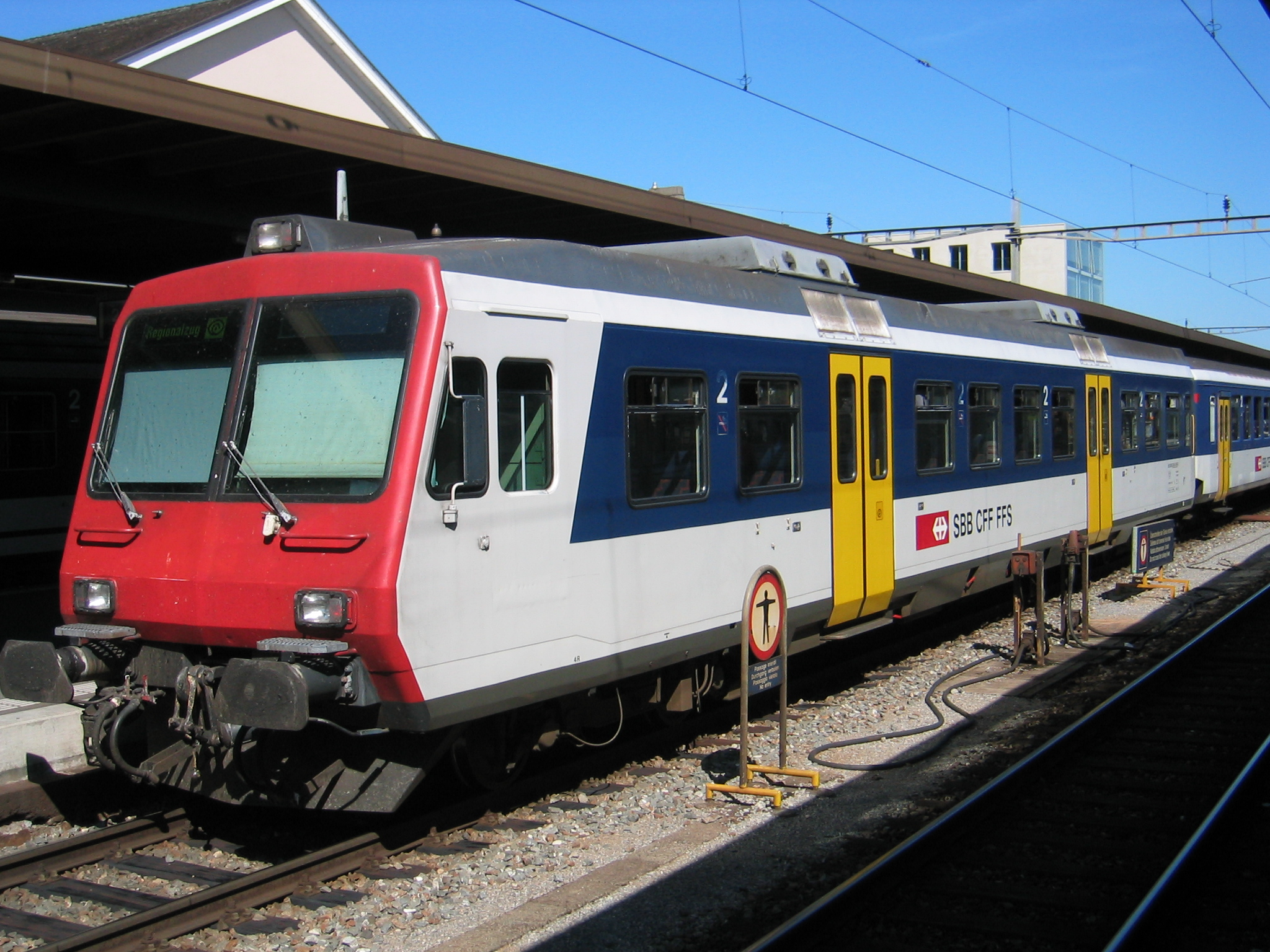
RBDe560形の制御車

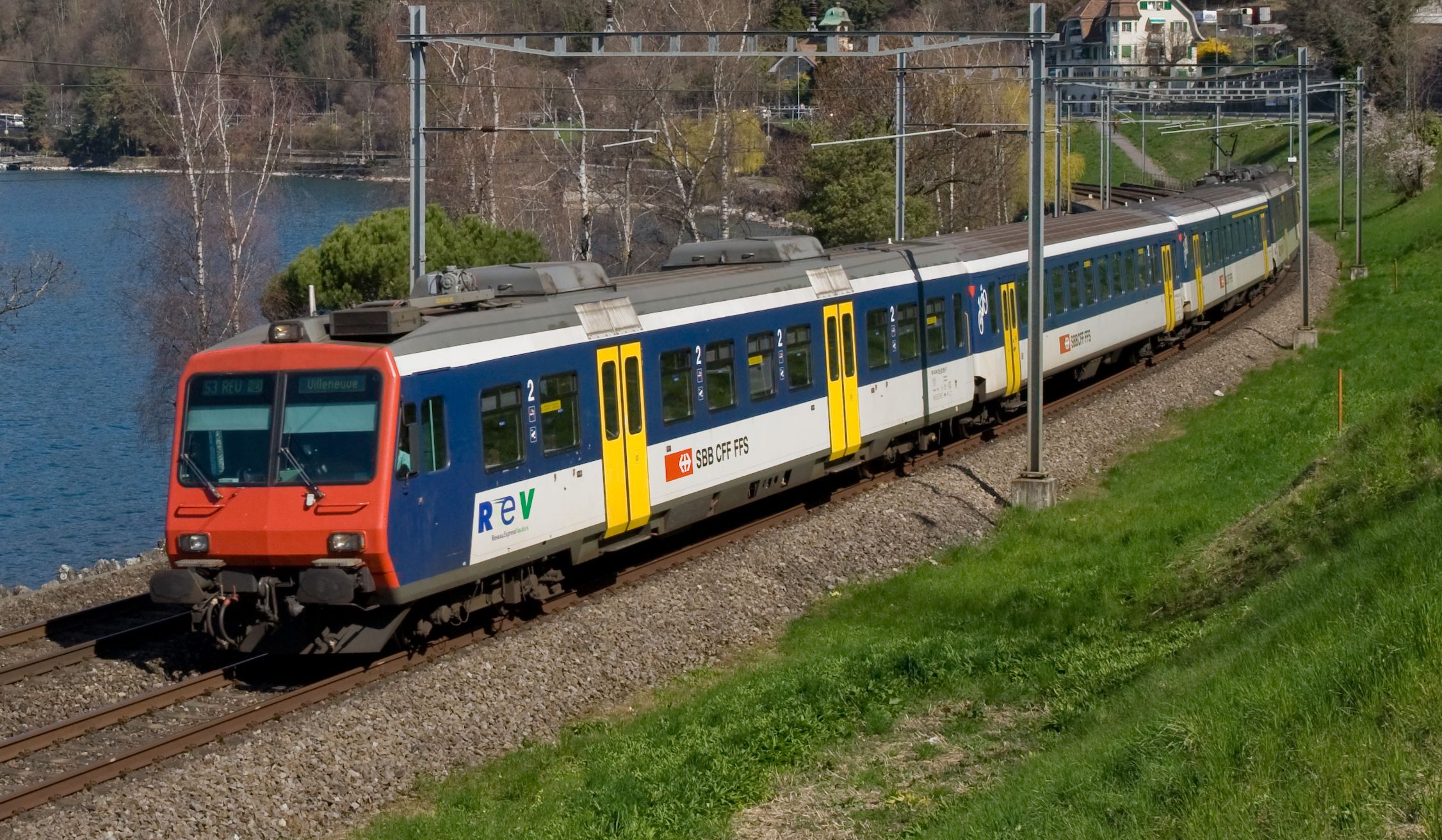
RBDe560形の制御車、2次量産車は運転室側面が青となり、運転席上部に空調機が載る

### 制御客車
- NPZの制御客車はRBDe560形と同デザインの車両がRBDe560形と同数用意されている。従来のBDe4/4形やRBe540形ではスイス国鉄の標準客車であるEW[15] I系やEW II系をベースに運転席を設けた制御客車が製造されて一部の列車で使用されていたが、NPZの制御客車は広幅の乗降扉を2箇所設置するなどの要件から車体形状などをRBDe560形と揃えた専用設計となり、また、通常はRBDe560形は常時制御客車と編成を組んで使用される。
- 制御客車はRBDe560形と並行して生産されており、まず試作車としてBt 39-34 900-903号車の4両が1984年にSWPで製造され、その後1987-90年に1次量産車Bt 39-34 904-983号車の80両が車体をSWP、台車をSIG、電機品は937号車までをBBC、938号車以降をABBが担当して製造されており、最終増備の2次量産車はBt 39-35 900-941号車の42両が1次量産車同様車体をSWP、台車をSIG、電機品をABBが担当して1993-96年に製造されている。また、2次量産車の運転室屋根上に空調機が載り、運転室側面が濃青色となるのもRBDe560形と同様である。
- 車体は片運転台の鋼製でUIC基準505-2に準拠した車端荷重1500kNに対応したRBDe560形と同一の形態と装備の運転室および車体断面を持つもので、側面の窓扉配置は後位側から1d2D4D31となっており、幅1400mmでプラグドア式の乗降扉からステップ2段を経由して床面高885mmのデッキに上り、さらにスロープを介して高さ1045 mmの客室へ入る構造となっている。また、連結側の車端部のデッキ床面は連結器およびバッファを避けるため1270mmとなっており、客室とはスロープで接続されている。
- 座席は2+2列の4人掛けの固定式クロスシートで、樹脂製ヘッドレストと肘掛付ものが用意されており、シートピッチは2等室が1750mmで運転室と乗降扉間の客室に2ボックス、前後乗降扉間に2ボックスずつ2室、乗降扉と車端部デッキ間に3ボックスが配置されており、座席定員は72名となっている。このほか客室窓は高さ960 mmの下部固定、上部左右引違式のもの、乗降用デッキと客室間には下部のみの仕切と握棒が、乗降扉間の客室の2室間には扉付の仕切が設置され、車端部デッキにはトイレが設置されている。
- 台車はEW IV系客車のものをベースとしたSIG製のTyp L-GA 2Tで、軸距2500 mm、車輪径820 mmで枕ばねを空気ばね、軸ばねをコイルばねとした軽量台車で、軸箱支持方式はオイルダンパ付の軸梁式、基礎ブレーキ装置はディスクブレーキを装備するほか、連結面側の台車のみ台車中央のレール上部に渦電流式レールブレーキを装備する。なお、試作車の台車はSWP製の枕ばねがコイルばねで、車輪径920 mmのものである。
- 車体塗装および内装色はRBDe560形と同等のものとなっている。
- 各ロットの機番、製造年は以下の通り
  - Bt 39-34 900-903[16] - 1984年
  - Bt 39-34 904-983 - 1987-90年
  - Bt 39-35 900-941 - 1993-96年
- 主要諸元は以下の通り
  - 軌間：1435mm
  - 最大寸法：全長25000mm、車体幅2770mm、屋根高3750mm
  - 軸距：2500mm
  - 車輪径：820mm（量産車）、920mm（試作車）
  - 自重：37t
  - 定員：2等72名
  - 最高速度：140km/h
  - ブレーキ装置：空気ブレーキ、渦電流レールブレーキ

### 中間客車

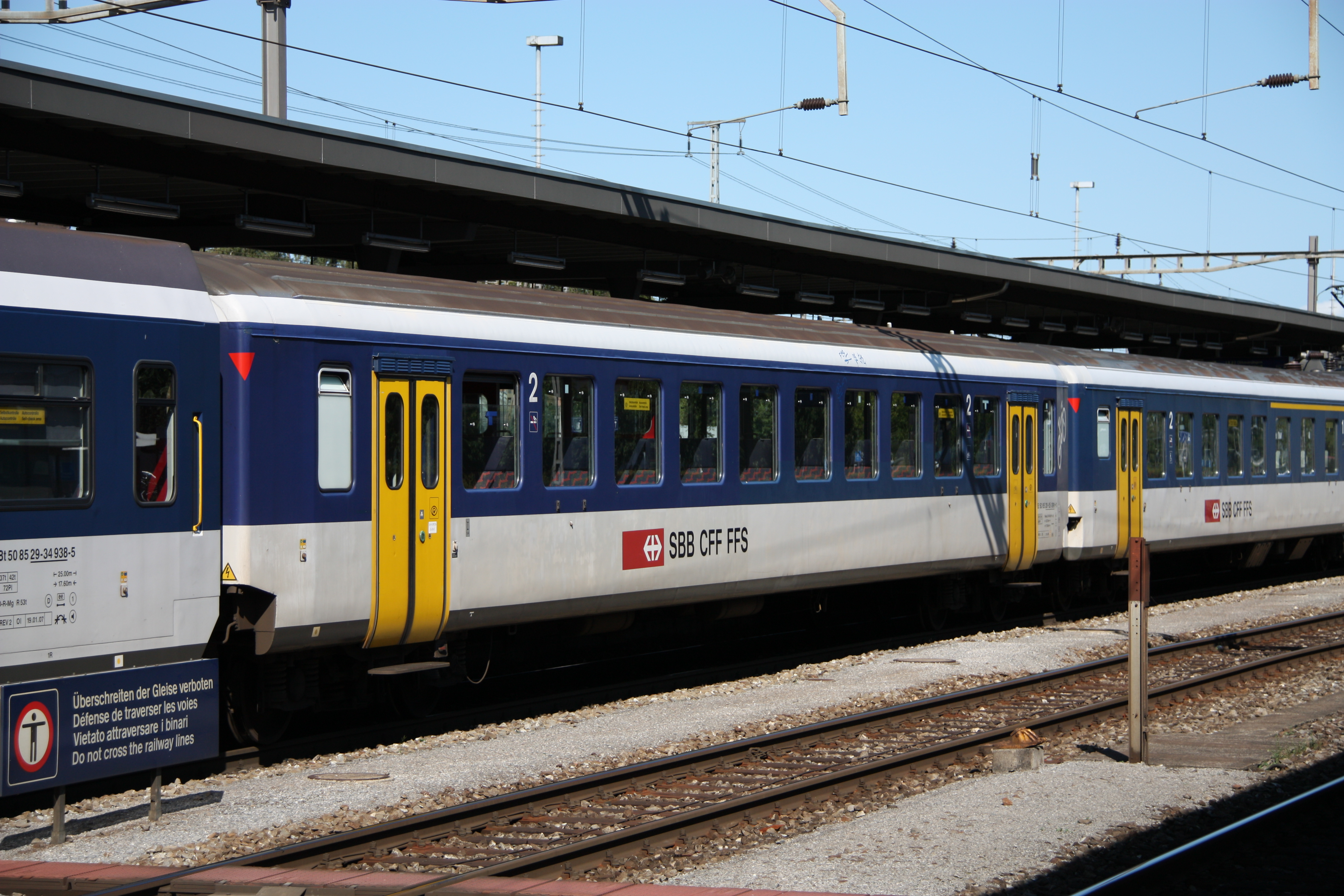
EW I系の2等車、B 50 85 20-35 091-1号車

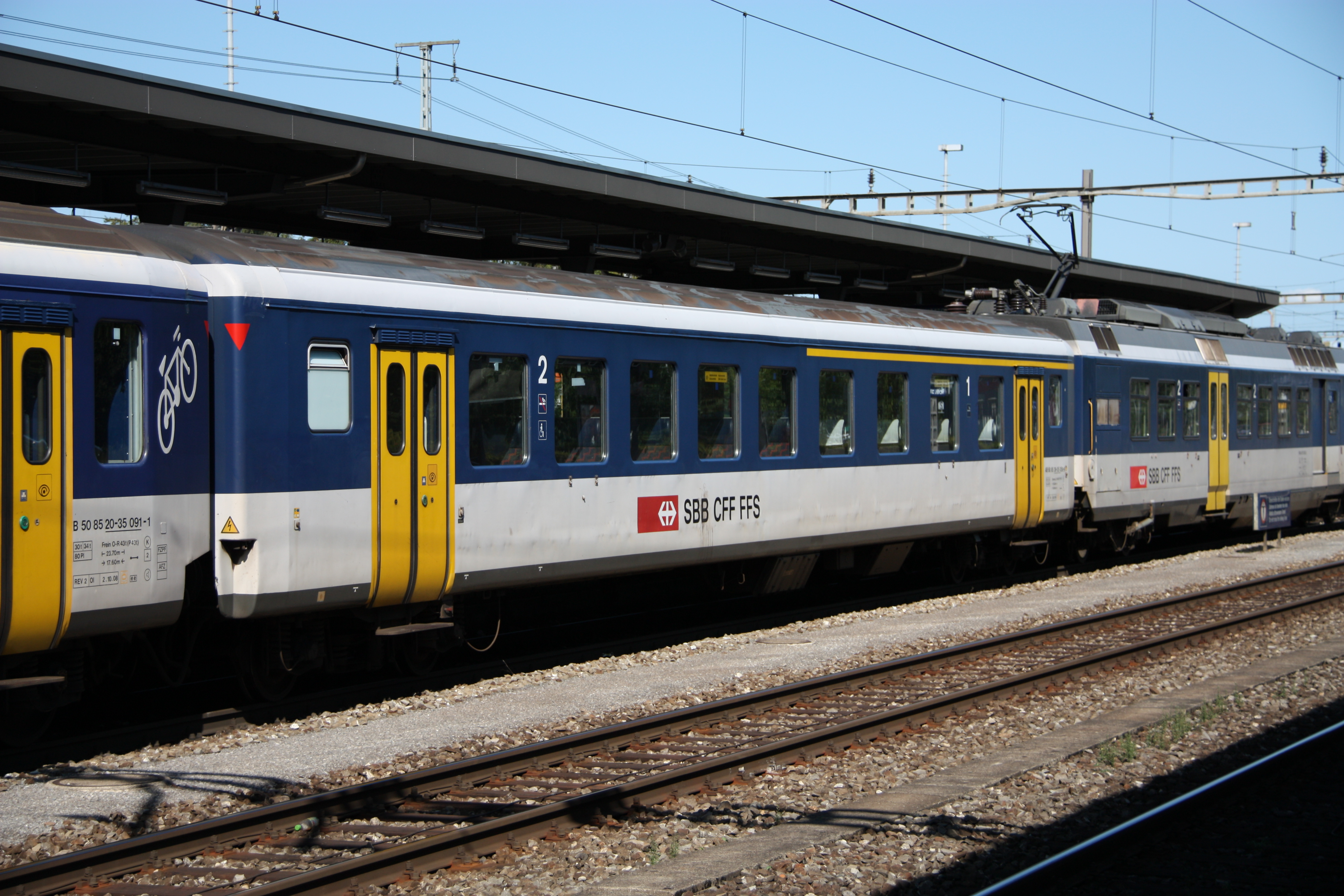
EW II系の1/2等車、AB 50 85 39-35 058-9号車

- RBDe560形では、中間客車はコストダウンのため従来形の一般用客車であるEW I系およびEW II系を改造して使用している。なお、この手法は本機のベースとなったEAV-Triebwagen IIにおいてもベルン-レッチュベルク-シンプロン鉄道など一部の鉄道で採用されている方式である。
- 2等車はEW I系から、1/2等車はEW II系から改造することとなり、1984年から順次改造が進められた。改造は車体塗装をRBDe560形と同じものとしたほか、重連総括制御システムのSystem IIId用および自動扉や室内灯などのサービス機器用に42線および12線の引通し線および電気連結器を追加している。また、1992年の改造車からは中間客車も自動扉とすることとなり、乗降扉がRBDe560形と同様の両開きのプラグドアに交換されており、それ以前に改造された車両も順次自動扉化されている。
- 試作車の編成で使用された中間客車は台車をディスクブレーキ付の新形のものに交換をしていたが、その後の改造車では台車の交換は行われていない。
- その後同様の近郊列車化改造を受けたEW I系およびEW II系客車はRe420形およびRBe540形が牽引するシャトルトレインでも使用されるようになり、最終的には中間客車は以下のように改造が実施されている。
  - A 18-35 000-049、100-103 - EW I系の1等車、54両
  - B 20-35 000-256、260-355、500-503、505、509 - EW I系の2等車、359両
  - AB 30-35 200-269 - EW I系の1/2等車（2等車より改造）、70両
  - AB 39-35 000-143 - EW II系の1/2等車、144両
- また、RBDe560形では使用されないが、Re420形およびRBe540形が牽引する列車の制御客車として以下のように改造が実施されている。
  - BDt 82-33 960-980 - EW I系の2等/荷物制御客車（RBe540形と類似の前面、1/2等制御客車より改造） 、21両
  - BDt 82-33 950-955 - EW I系の2等/荷物制御客車（RBDe560形と類似の前面、2等車より改造）、6両
  - BDt 82-33 910-939 - EW II系の2等/荷物制御客車（RBe540形と類似の前面）、20両

## RBDe562形・RBDe561形

### RBDe562形
- 1997年にバーゼル近郊のフランス国内に乗り入れる路線の運行にNPZが使用されることとなり、RBDe560 136-141の6両を改造してフランス国鉄のAC25kV50Hzとの複電圧機とした車両がRBDe562形の000-005である。
- 改造により主変圧器等の機器をAC25kV50Hz対応のものと交換して暖房用引通もAC1000V16 2/3Hzに加えてAC1000V50Hzを使用できるようにしているほか、屋根上のパンタグラフ周辺の高圧機器が増設されたため、屋根上の発電ブレーキ用の主抵抗器のうちRBDe560形ではパンタグラフの前位側に設置されていた1ブロック分が客室上部の主抵抗器の前位側に移設され、自重が72tに増加している。また、フランス国内のプラットホーム高さの高い区間での運行に対応するため、乗降扉を下部が内側に折れ込んだ形状のものに交換している。
- 車体塗装はRBDe560形の第100編成以降と同じ運転室側面の濃青色のものであるが、乗降扉下部がグレーとなっている。
- 同様に制御客車はBt 29-35 936-941号車の6両がBt 29-35 950-955号車に改造されており、RBDe562形と同様乗降扉が交換されている。中間客車は1/2等車はEW I系のAB 30-35 233-239号車の7両がAB 30-35 600-606号車に、2等車は同じくEW I系のB 20-35 243-256号車の14両がB 20-35 600-613号車に改造されているが、乗降扉を含め改造前後での外観上の変化はない。
- 主にRBDe562形が1/2等車1両、2等車2両、制御客車の4両を牽引する編成で運用されている。
- RBDe562形および制御客車の車台番号、旧車台番号、改造年月日は以下の通り

- RBDe562形
  - RBDe562 000-0 - RBDe560 136-4 - 1997年2月26日
  - RBDe562 001-8 - RBDe560 137-2 - 1997年4月11日
  - RBDe562 002-6 - RBDe560 138-0 - 1997年4月18日
  - RBDe562 003-4 - RBDe560 139-8 - 1997年5月12日
  - RBDe562 004-2 - RBDe560 140-6 - 1997年5月28日
  - RBDe562 005-9 - RBDe560 141-4 - 1997年7月18日

- 制御客車
  - Bt 50 85 29-35 950-9 - Bt 50 85 29-35 936-8 - 1997年2月28日
  - Bt 50 85 29-35 951-7 - Bt 50 85 29-35 937-6 - 1997年4月11日
  - Bt 50 85 29-35 952-5 - Bt 50 85 29-35 938-4 - 1997年4月18日
  - Bt 50 85 29-35 953-3 - Bt 50 85 29-35 939-2 - 1997年5月12日
  - Bt 50 85 29-35 954-1 - Bt 50 85 29-35 940-0 - 1997年5月28日
  - Bt 50 85 29-35 955-8 - Bt 50 85 29-35 941-8 - 1997年7月18日

### RBDe561形

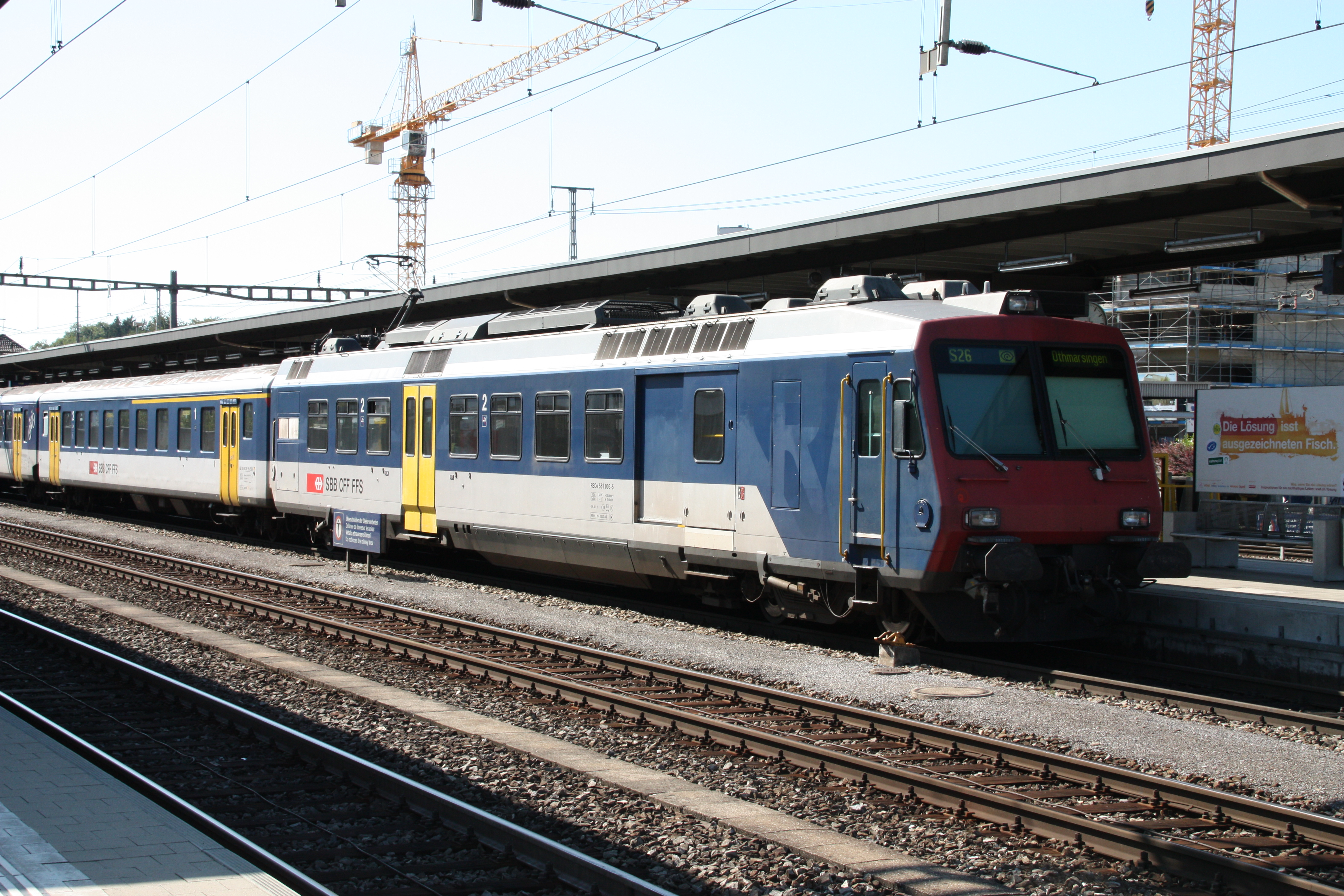
RBDe561 003-5、乗降扉下部の形状がRBDe560形とは異なる

- 2003年からは同様にバーゼルからドイツ国内へ乗入れるウィーセンタル線の運行をスイス国鉄のドイツ国内運行会社が担当してNPZによる運行が開始されることとなり、RBDe560 128、127、105、133–135の6両を改造した車両がRBDe561形の000-005である。電化方式はスイス国鉄と同じAC15kV16 2/3Hzであるが、パンタグラフがスイス国内用の最大幅1450mmのカーボン摺板のものからドイツ国内用の最大幅1950mmのカーボン摺板のもの[17]に交換されているほか、ドイツ国内用の保安装置が搭載され、乗降扉がRBDe562形と同様下部が内側に折れ込んだ形状のものに交換されている。
- 車体塗装はRBDe560形の100以降と同じ運転室側面の濃青色のものであり、RBDe562形とは異なり乗降扉下部も黄色となっている。
- 同様に制御客車はBt 29-35 928-930、933、905、935号車の6両がBt 29-35 960-965号車に改造されており、RBDe561形と同様乗降扉が交換されている。中間客車は1/2等車はEW I系のAB 30-35 264-269号車の6両がAB 30-35 660-665号車に、2等車は同じくEW I系のB 20-35 350-355号車の6両がB 20-35 660-665号車に改造されているが、乗降扉を含め改造前後での外観上の変化はない。
- RBDe561形および制御客車の車番、旧車番、改造年月日は以下の通り

- RBDe561形
  - RBDe561 000-1 - RBDe560 126-1 - 2003年4月16日
  - RBDe561 001-9 - RBDe560 127-3 - 2003年5月6日
  - RBDe561 002-7 - RBDe560 105-6 - 2003年5月8日
  - RBDe561 003-5 - RBDe560 133-1 - 2003年4月17日
  - RBDe561 004-3 - RBDe560 134-9 - 2003年4月26日
  - RBDe561 005-0 - RBDe560 135-6 - 2003年6月6日

- 制御客車
  - Bt 50 85 29-35 960-8 - Bt 50 85 29-35 928-5 - 2003年4月16日
  - Bt 50 85 29-35 961-6 - Bt 50 85 29-35 929-3 - 2003年5月6日
  - Bt 50 85 29-35 962-4 - Bt 50 85 29-35 930-1 - 2003年3月31日
  - Bt 50 85 29-35 963-2 - Bt 50 85 29-35 933-5 - 2003年4月26日
  - Bt 50 85 29-35 964-0 - Bt 50 85 29-35 905-3 - 2003年5月8日
  - Bt 50 85 29-35 965-7 - Bt 50 85 29-35 935-0 - 2003年4月7日

## 更新改造

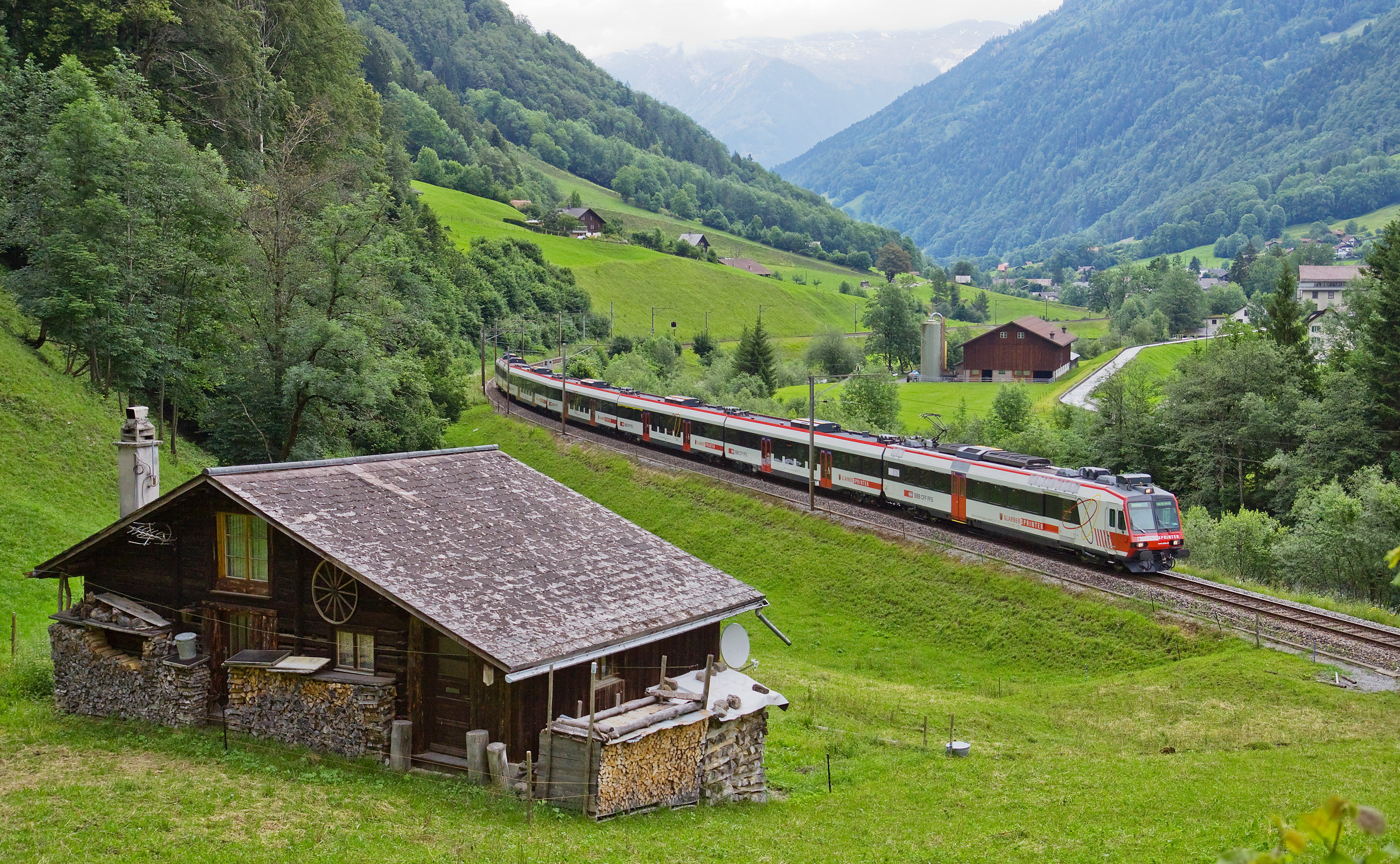
DOMINO改造後のRBDe560形が牽引するGlarner Sprinter塗装の編成、部分低床式の新形中間車と改造後の制御客車を牽引する6両編成

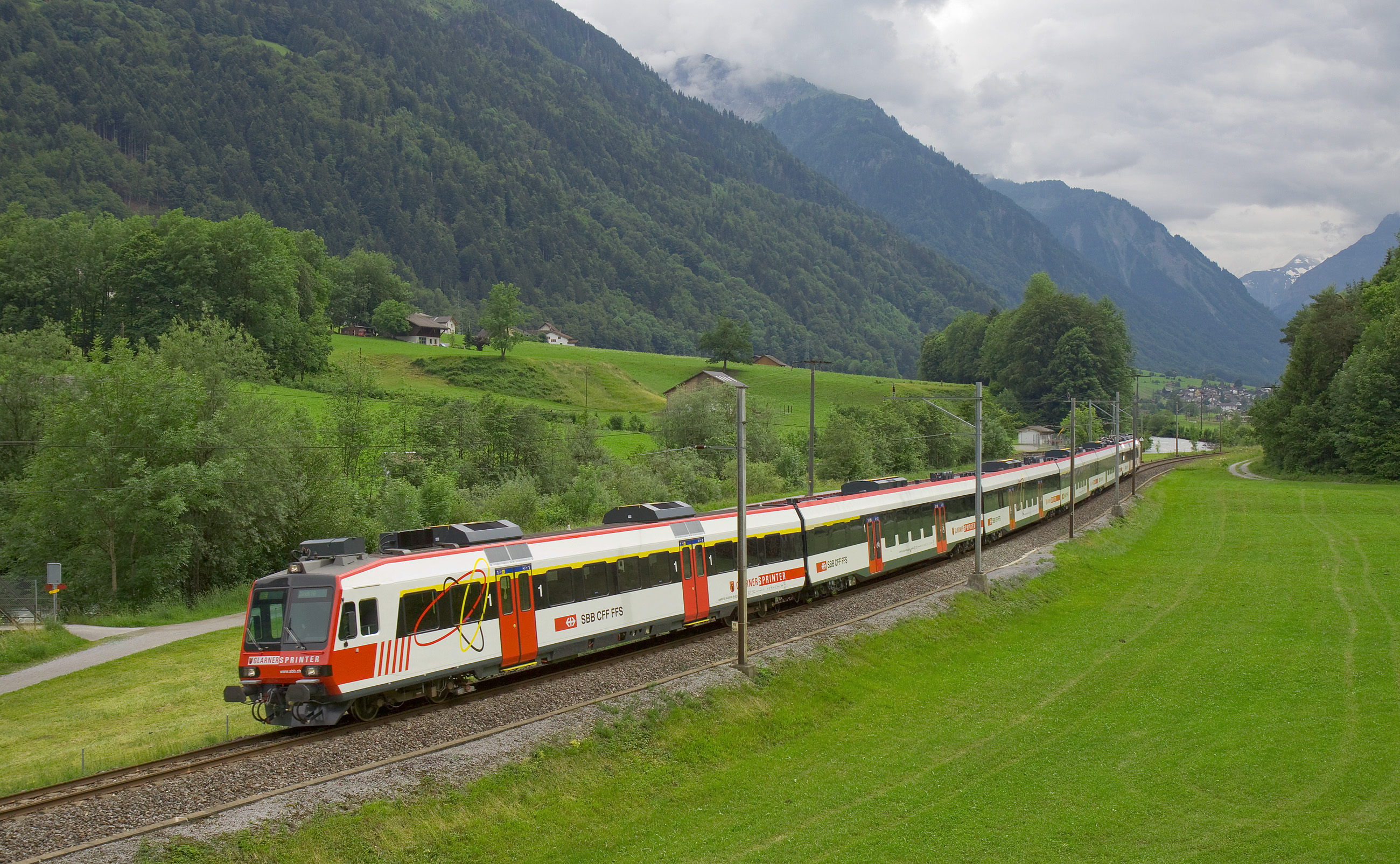
DOMINO改造後の新しいGlarner Sprinter塗装の制御客車と部分低床式の新形中間車、RBDe560形の編成

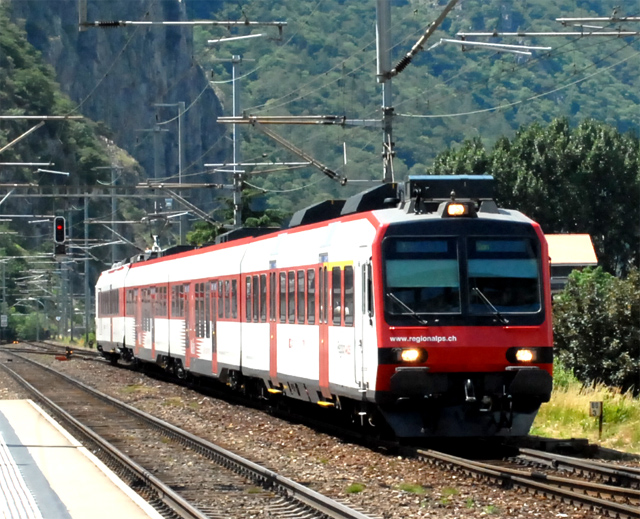
DOMINO改造後のRegion Alps塗装の制御客車と部分低床式の新形中間車、RBDe560形の編成

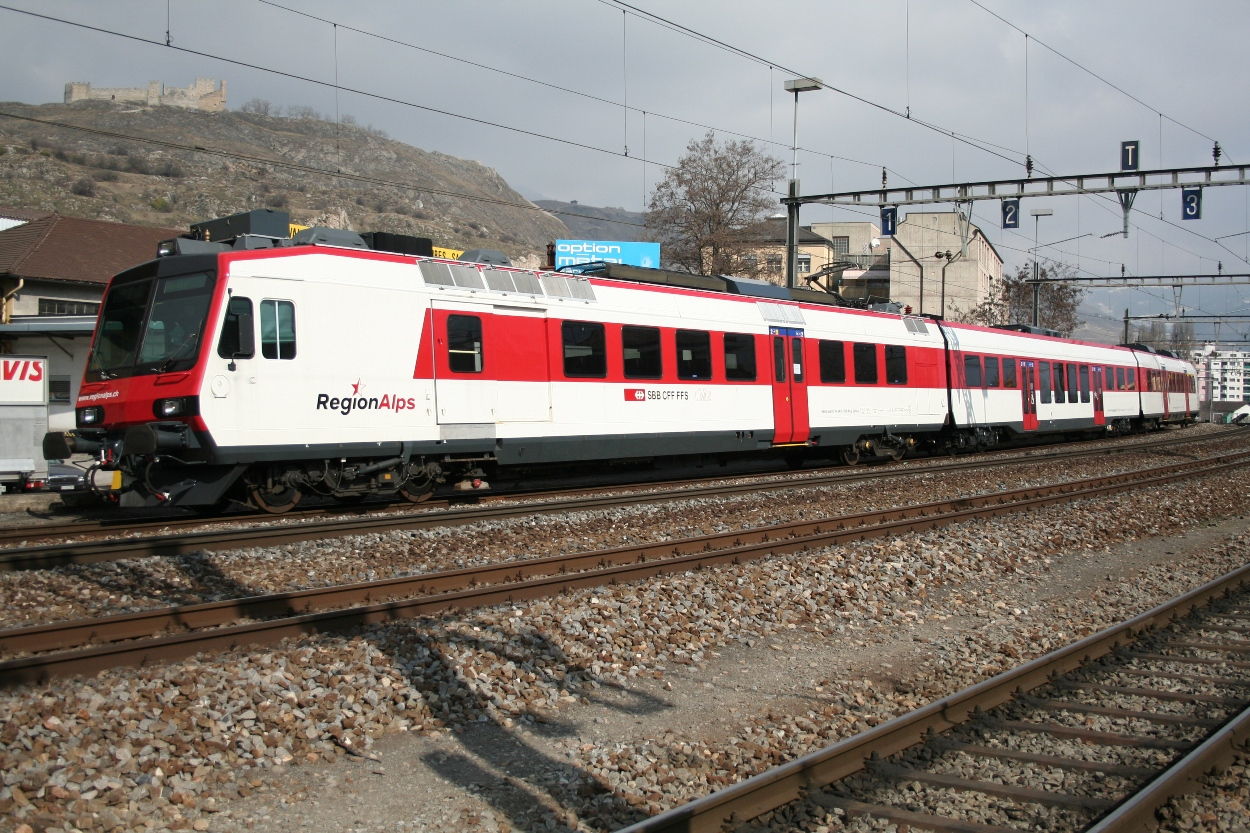
DOMINO改造後のRegion Alps塗装のRBDe560形と部分低床式の新形中間車、制御客車の編成

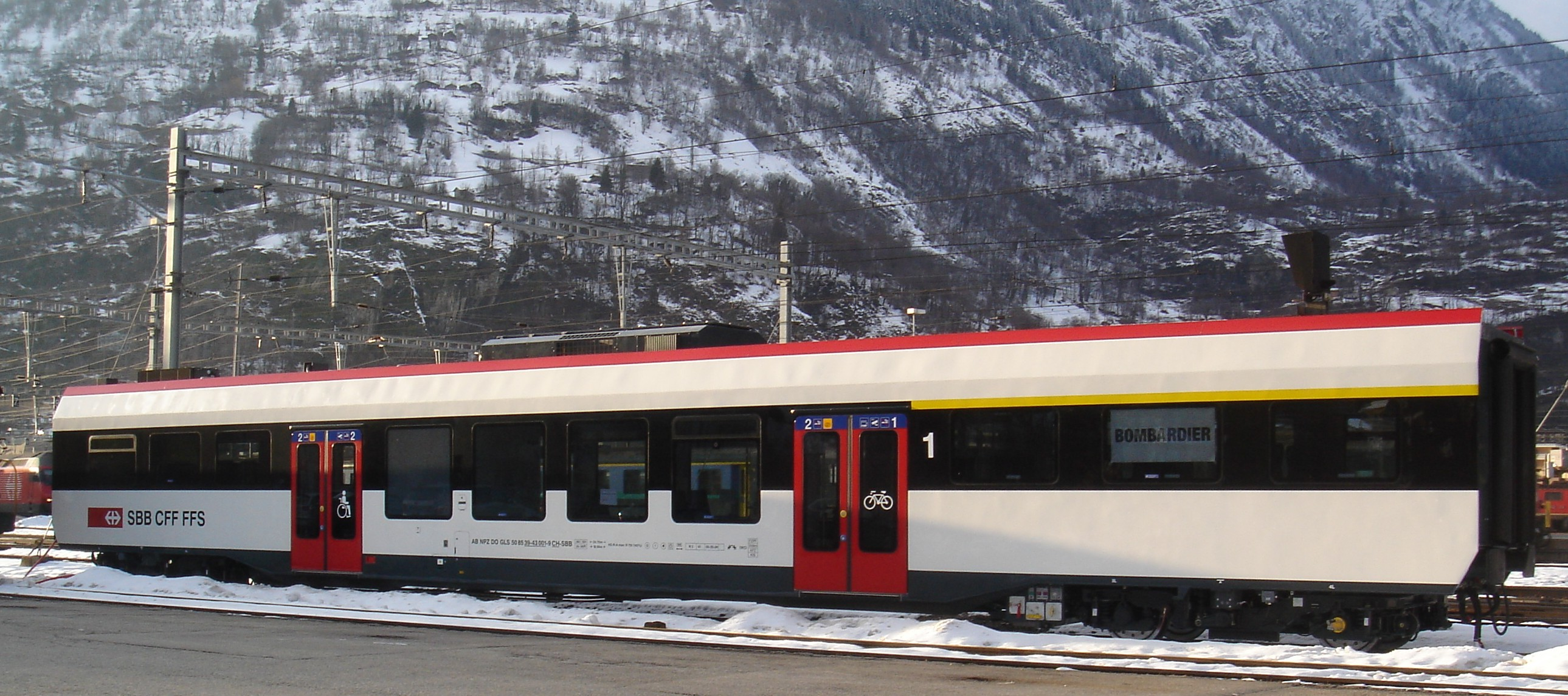
部分低床式の新形中間車AB NPZ DO GLS 50 85 39-43 001-9 CH-SBB、新しいGlarner Sprinter塗装車

- 運用開始後20年を過ぎたNPZは旧型のEW I系およびEW II系を改造した中間客車の老朽化が進んだことと、新しいRABe514形やRABe521/522/523/524形と比較して冷房装置を装備しないこと、視覚障害者対応や車椅子対応などバリアフリー化が不十分であることなど旅客サービス面で見劣りがするなどの問題点が目立つようになったため、2006年にスイス国鉄は本機の更新改造を行ってサービスレベルを新形電車と同等まで引上げることとした。
- この更新改造はRBDe560形と制御客車に対して大規模な更新改造を行い、中間客車については新造の低床式客車と置き換えるもので、改造対象となるのはRBDe560形の004号機以降の110編成、RDBe561形全6編成および2006年にトゥルボから編入されたRBDe561形171-174号機の4編成の計120編成であり、フランス乗入用のRBDe562形全6編成とRBDe560形の試作機である000-003号機の編成は改造対象外となっている。
- 新しい中間客車はトイレ無2等車、トイレ付2等車、トイレ付の1/2等車の3種が用意されることとなり、各々41、15、84両の計140両が発注され、さらに1次オプションとして48両が、2次オプションとして100両が設定されている。
- この改造および改造された車両は「DOMINO」と呼ばれており、スイス国鉄の地域輸送用に105編成が、GleinerSprinter用に2編成が用意されるほか、RegionAlpsでの運行用に13編成が割り当てられることとなっており、2008年から2013年までの計画でRegionAlps用およびGlarnerSprinter用の編成から順次改造工事および中間客車の製造が行われており、動力車の改造はスイス国鉄のイヴェルドン工場で、制御客車の改造はオルテン工場で行われている。
- 改造初号機であるRegionAlps向けのABt 50 85 39-43 942-4、B 85 29-43-401-3、RBDe560 401-2の3両はベルリンで開催されたイノトランスに出品されている。
- 改造後のRBDe560形の機番および旧機番、改造年月日は以下の通りであるが、本改造後は動力車もUIC番号となっている
  - RegionApls用機
    - RBDe560 DO RA 94 85 7 560 401-2 CH-RA - RBDe560 004-4 - 2008年8月29日
    - RBDe560 DO RA 94 85 7 560 402-0 CH-RA - RBDe560 008-5 - 2009年2月10日
    - RBDe560 DO RA 94 85 7 560 403-8 CH-RA - RBDe560 019-2 - 2008年12月2日
    - RBDe560 DO RA 94 85 7 560 406-1 CH-RA - RBDe560 023-4 - 2009年3月23日
    - RBDe560 DO RA 94 85 7 560 413-7 CH-RA - RBDe560 011-9 - 2009年3月27日

  - GlanerSprinter用機
    - RBDe560 DO GLS 94 85 7 560 202-4 CH-SBB - 560 004-4 - 2008年8月29日
- 改造後の制御客車の機番および旧機番、改造年月日は以下の通り
  - RegionApls用1/2等車
    - ABt NPZ DO RA 50 85 39-43 941-6 CH-RA - Bt 50 85 29-34 926-6 - 2008年8月8日
    - ABt NPZ DO RA 50 85 39-43 942-4 CH-RA - Bt 50 85 29-34 924-5 - 2008年8月26日
    - ABt NPZ DO RA 50 85 39-43 943-2 CH-RA - Bt 50 85 29-34 915-3 - 2008年11月4日
    - ABt NPZ DO RA 50 85 39-43 944-0 CH-RA - Bt 50 85 29-34 907-4 - 2008年12月4日

  - GlanerSprinter用1等車
    - At NPZ GLS RA 50 85 19-43 801-6 CH-SBB - Bt 50 85 29-34 909-6 - 2009年1月5日
    - At NPZ GLS RA 50 85 19-43 802-4 CH-SBB - Bt 50 85 29-34 923-7 - 2008年1月23日
- 中間客車の機番、製造年月日は以下の通り
  - RegionApls用トイレ付2等車
    - B NPZ DO 50 85 29-43 401-3 CH-RA - 2008年8月28日

### RBDe560形・制御客車
- 動力車と制御客車の車体関連の主な改造内容は以下の通り。
  - 内装、床材および座席の交換
  - 車体断熱材変更を含む火災対策の強化
  - 客室内への旅客情報システムおよび室内監視カメラの設置
  - 車体塗装の変更
  - 視覚障害者対応などのバリアフリー化
  - 客室への空調装置の設置および側面窓の固定窓[18]化
- また、運転取扱の省力化および近代化のために以下の改造がなされている。
  - 重連総括制御機能を従来のSystem IIIdから新しいスイス国鉄標準のVSt9に変更
  - 編成内に旅客情報システム等の情報伝送用の引通を追加
  - 運転台からのブレーキ試験機能の追加と各台車毎にブレーキ圧力センサの設置
  - 新しい非常ブレーキ系の追加
  - 空調装置、トイレ等の装備に伴う使用電力増に対応するため、AC1000V系統の主変圧器出力を連続定格240A、30分定格400A、最大電流480Aに制限するための電流制限装置を追加
- 制御客車については前後乗降扉間の客室を2室に分けていた仕切が撤去されたほか一部客室等級の変更が行われており、RegionAlps用の車両が運転室寄と乗降扉間を座席定員12名の1等室、残りを座席定員54名（うち折畳座席6名）の2等室とした1/2等車、GlanerSprinter用の車両が全室1等車となっている。また、RBDe560形についても室内配置の変更により座席定員が54名（うち折畳座席6名）に変更となっている。
- RegionAlps用の機体の車体塗装は白をベースとして前面と側面上部、側面窓周り、乗降扉を赤、側面裾部をダークグレー、前面の窓周りと前照灯周りを黒、乗降扉上部を蒼、下部のステップを黄としたものとなっている。正面窓下部にはRegionAlpsのURLが、RBDe560形の車体側面の下部中央にはスイス国鉄およびTMRのマークが、側面運転室後部にはRegionAlpsのマークが入り、屋根および屋根上機器はグレー、台車および床下機器はダークグレーとなっている。
- GlanerSprinter用の機体の車体塗装はRegionAlpsの機体と類似のものであるが、側面窓周りが黒となり、側面運転室下部に現在のGlanerSprinter機と同様の赤の太帯が入るものとなっている。
- 室内は妻壁が黄色で天井と側面壁はライトグレー、乗降扉内側が赤、床は2等室がダークグレー、1等室が濃緑色にそれぞれ変更となっている。また、座席も更新されており、2等室用はグレーの樹脂製ヘッドレストと肘掛付の青色のモケットのもの、1等室用はクッション付ヘッドレストと肘置部が木製で1名分ずつの肘掛付のダークグレーのモケットと赤のヘッドレストカバーのものとなっている。また、RegionAlps用制御車の1等室の4名分座席については横向きに設置されてテーブルが用意されてサロン風となっている。
- このほか室内では客室天井にLED式の車内案内表示装置と室内監視カメラが装備され、前位側乗降扉脇の客室仕切りを移設、座席を撤去して手荷物および自転車積載スペースとして、荷物固定用のベルトと折畳座席6名分を設置している。

### 中間客車
- 新造された中間客車は車体中央の台車間を床面高610、室内高2690mmの低床、台車上部を床面高1020-1270mm、室内高2280-2030mmとした部分低床式の客車となっており、トイレ無2等車、トイレ付2等車、トイレ付1/2等車があるが、車体は形状を動力車や制御客車と合わせた3車種共通のもので、側窓は固定式窓で低床部の窓も上辺を高さ965mmの高床部のものと揃えた高さ1375mmの大型のものとなっている。
- 窓扉配置は3D3D3となっており、幅1400mmでプラグドア式の乗降扉間が低床式で車端部の高床部にはステップ2段を経由して上るが、高床部の床面は通常の高さに設置されている連結器およびバッファを避けるため、車端部の連結面に向けて徐々に高くなるスロープ状になっている。
- 各形式とも低床部は車椅子での乗車や荷物、自転車の積載を考慮して窓の保護棒や固定ベルト、折畳座席を設置したスペースを併設した2等室とし、この部分に最大幅1550mm、長さ2270mmの車椅子対応大型トイレも設置されている。
- 座席はトイレ付車両の低床部が2+1列の3人掛け、それ以外の1等室、2等室が2+2列の4人掛けの固定式クロスシートで、グレーの樹脂製ヘッドレストと肘掛付の青色のモケットのもの、1等室用はクッション付ヘッドレストと肘置部が木製で1名分ずつの肘掛付のダークグレーのモケットと赤のヘッドレストのものが用意されており、シートピッチは2等室が1800mm、1等室が1950mmであるがトイレ付車の車椅子対応のボックス席は2100mmとなっている。座席定員はトイレ無2等車が高床部48名、低床部20名、折畳座席10名、トイレ付2等車は高床部48名、低床部13名、折畳座席4名、トイレ付の1/2等車は1等室24名、2等室の高床部が24名、低床部は前位側先頭車が高床部19人、低床部が13名と折畳座席4名である。
- 台車は当初一部車両についてはコストダウンのためにEW II系のものを流用する計画であったが、空調装置や大形トイレの搭載、幅広の乗降扉の設置などによる重量増に台車が対応できないこと、EW II系の台車の枕ばねが車体高の調整のできない金属ばねであるため、荷重による車体高の変位が車椅子等での乗降に支障を来すことなどから全て新造の台車とすることとなった。
- 新造の台車は軸距2500mm、車輪径750mm[19]で枕ばねを空気ばね、軸ばねを積層ゴムとしたボルスタレス式台車で、基礎ブレーキ装置はディスクブレーキで、車輪にブレーキディスクを組み込んだキャリパーブレーキ方式のものを装備するほか、台車中央のレール上部に渦電流式レールブレーキを装備する。
- 車体塗装および内装色はRBDe560形および制御客車と同等のものとなっている。
- 主要諸元は以下の通り
  - 軌間：1435mm
  - 最大寸法：全長24700mm、車体幅2770mm、屋根高3750mm
  - 軸距：2500mm
  - 車輪径：750mm
  - 台車中心間距離：18900mm
  - 自重：30.7t（トイレ無2等車）、31.5t（トイレ付2等車）、31.6t（1/2等車）
  - 定員：
    - トイレ無2等車：2等68名、折畳座席10名
    - トイレ付2等車：2等61名、折畳座席4名
    - 1/2等車：1等24名、2等37名、折畳座席4名

  - 最高速度：160km/h
  - ブレーキ装置：空気ブレーキ、渦電流レールブレーキ

## 運行

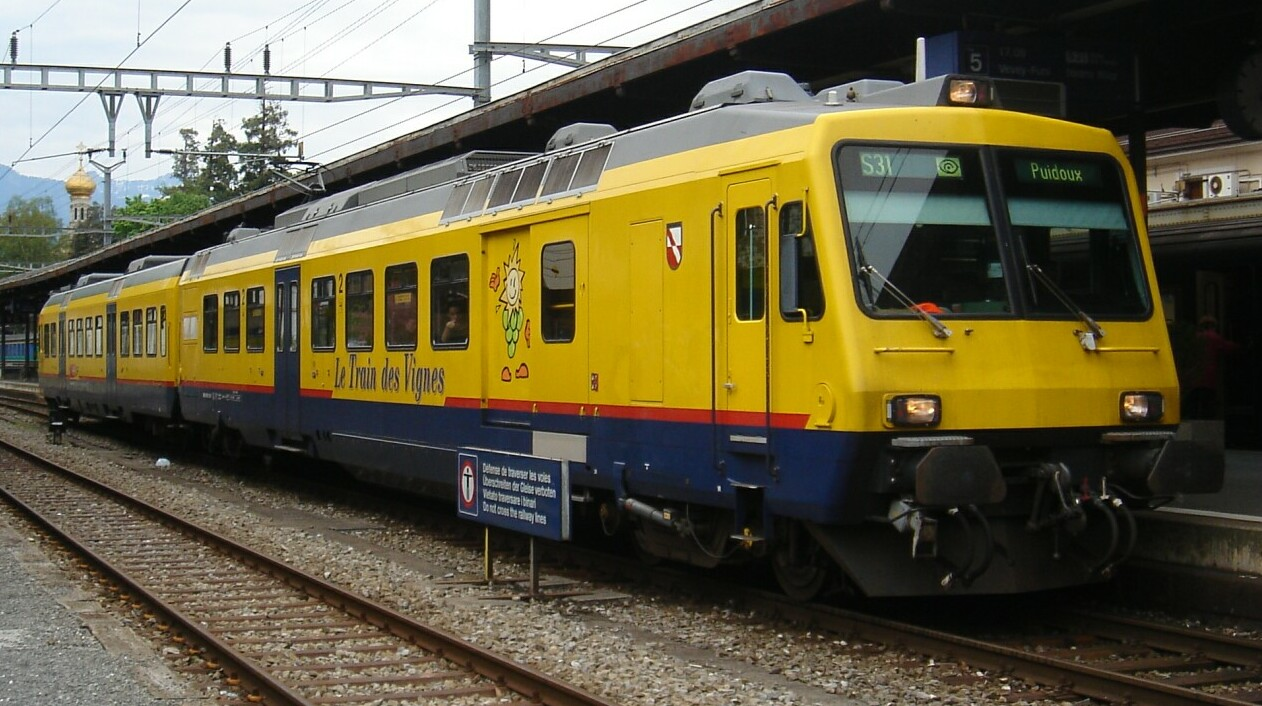
RBDe 560 131号機とBt 29-35 931号車の編成、「Le Train des Vignes」塗装

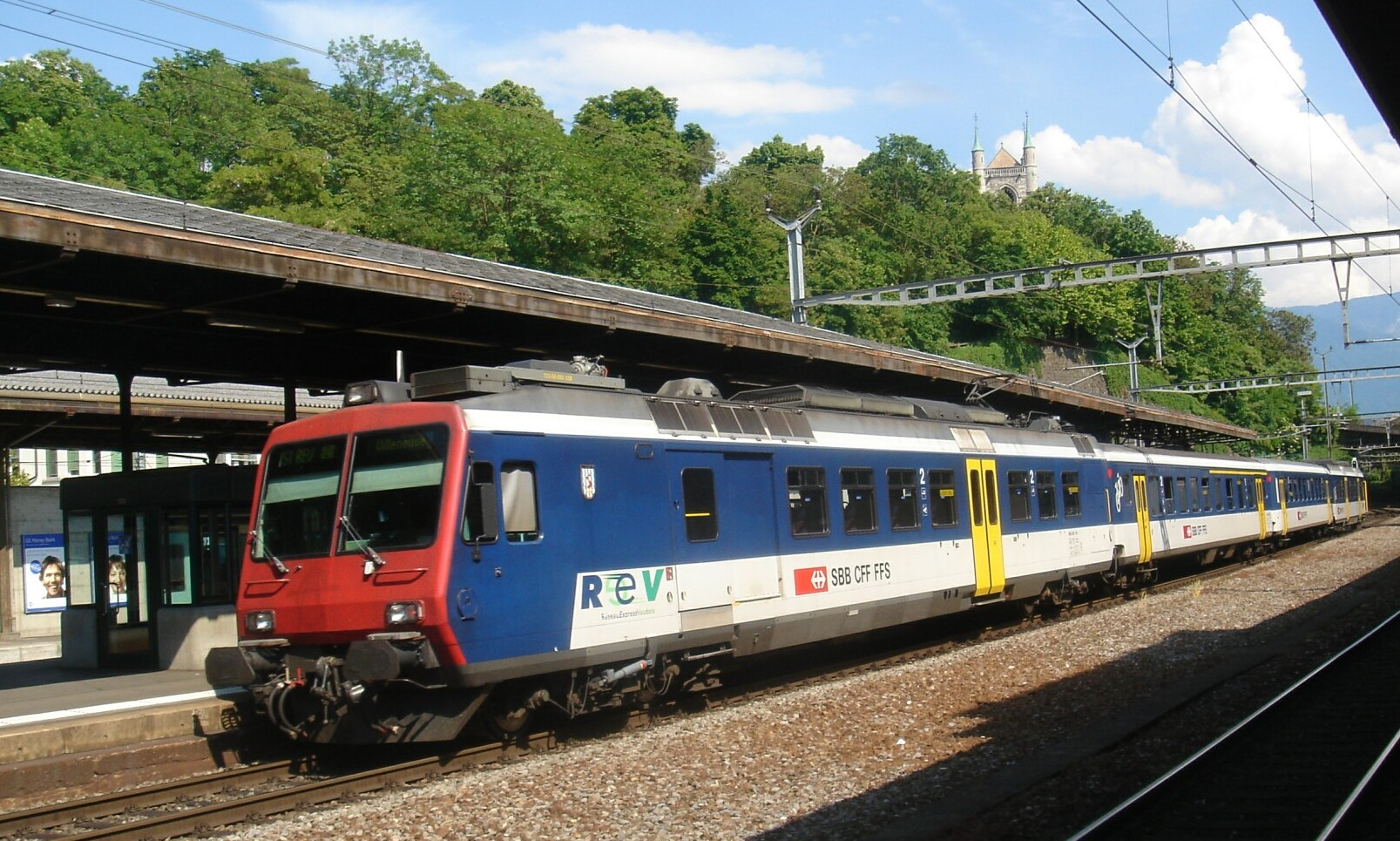
レマン湖Sバーン用のRBDe560 114号機他の編成、ヴェヴェイ駅に停車中、運転室側面が濃青色の2次量産車

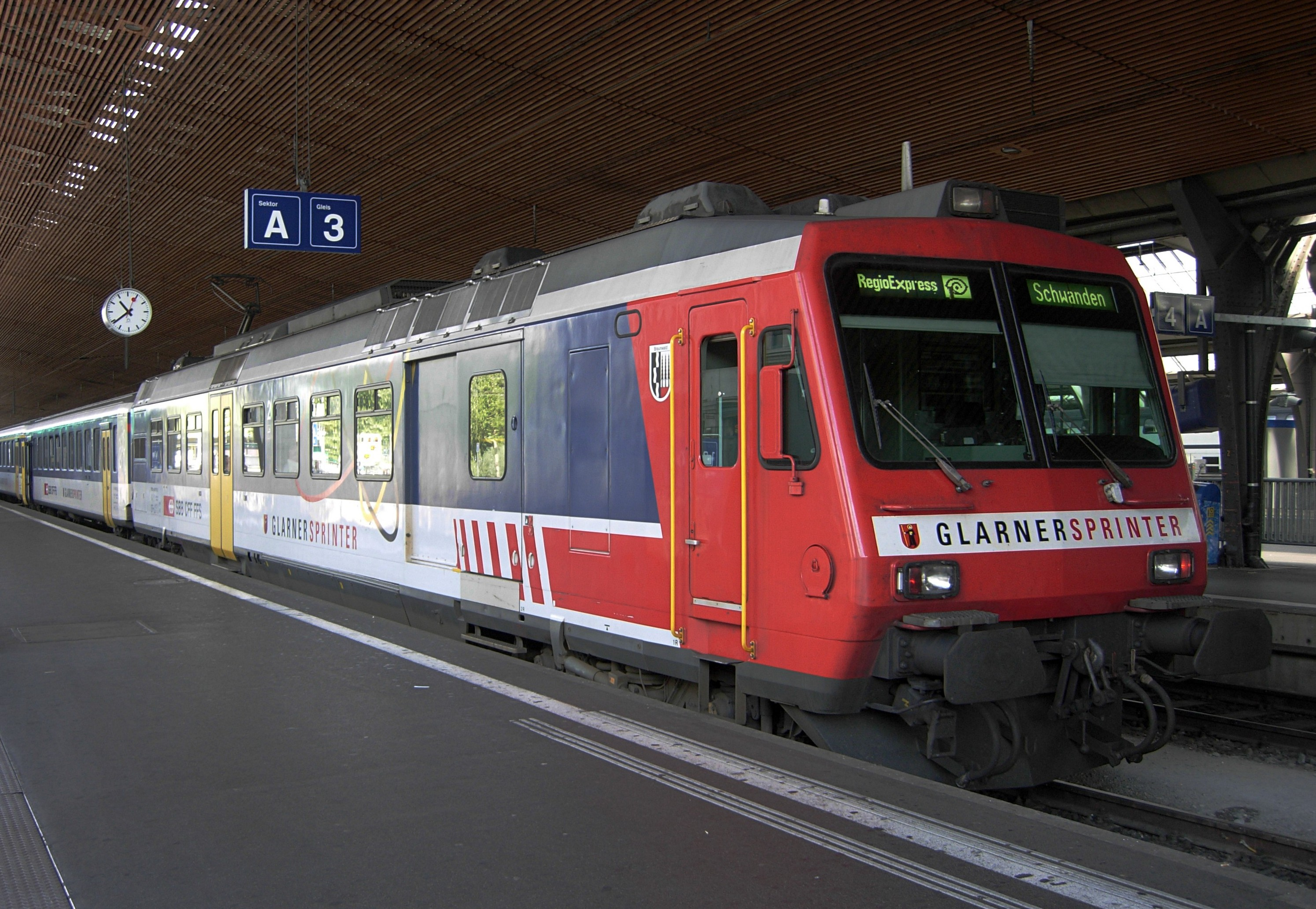
RBDe560形他の編成、GlarnerSprinter塗装

- 試作機は1984年の秋から運用に入り、主にベルンで使用されたほか、トゥーン、フライブルクおよびビールなどで運行されている。
- 1987年春から1次量産車が順次運行に入り、BDe4/4形やAe3/6I形、Re410形が順次置換えられ、その後1993年から2次量産車の増備が始まり、最終的にはティチーノ州に最後まで残っていたRe410形によるローカル列車を置き換えている。
- 1995年からはRBDe560 131号機とBt 29-35 931-9号車の編成がヴェヴェイ–Puidoux-シェブル間で黄色をベースに車体裾部を濃青色としてブドウのキャラクターを配した「Le Train des Vignes[20]」と呼ばれる車体塗装となって自由降車式の運行を開始している。なお、予備車としてRBDe 560 132号機とBt 29-35 932号車も自由降車運行システムを装備しているが、車体塗装は一般色のままとなっている。
- 本機は区間列車のほかSバーン用としても使用されている。首都ベルンでは1995年からベルンSバーンで運行されていたが、2004年12月12日以降はスイス国鉄路線での運行もBLSレッチュベルク鉄道[21]へ移管されている。また、1997年3月11日からはバーゼルのレギオSバーンで、2004年12月12日からはREV[22]と呼ばれるローザンヌやジュネーブを中心としたレマン湖Sバーンおよび、ルツェルンSバーン、後述のTILOが運行するティチーノ州Sバーンで使用されている。なお、バーゼルSバーンでは運転室後部と各車の側面下部には緑色の「R」の文字をデザインしたレギオSバーンのマークが設置され、ベルンSバーンでは側面運転室後部に「S」の文字と矢印をデザインしたマークを060、062-067、071-083号機の編成が、レマン湖Sバーンでは車体側面にREVをデザインしたマークを014、108-119号機の編成がそれぞれ設置している。
- 1997年3月11日からはRBDe562形がバーゼルのレギオSバーンとして運行を開始しており、フランス国内へ乗り入れるS1系統のバーゼルSBB駅-ミュルーズ間を中心に使用されている。RBDe562形にも同様に緑色の「R」の文字をデザインしたレギオSバーンのマークが設置されている。
- 2003年夏からは同様にRBDe561形が「R」のマークを付けてバーゼルのレギオSバーンのドイツ国内に乗り入れるS6系統のバーゼルSBB駅-バーゼル・バディッシャー駅-ツェル・イン・ウィーセンタル間のウィーセンタル線で使用されていたが、2006年5月よりシュタッドラー[23]社のFLIRT[24]シリーズのドイツ乗入対応機であるRABe521形に順次置き換えられてパンタグラフを再度スイス国内用の最大幅1450mmの舟体を装備に換装してスイス東部などで運行されるようになっており、「R」のマークも撤去されている。
- 2003年にスイス国鉄とマルティに地域交通[25]が出資して設立されたスイス南部の鉄道運行会社であるRegionAlps[26]が運行するブリーク-シオン-サンシャンゴルフ間の路線にはRBDe560形の005-009号機の編成が車体側面下部にRegionAlpsマークを入れて使用されているが、2009年春からはDOMINO改造を受けた専用機RBDe560.4形が2等低床式中間車と1/2等制御客車との3両編成で運行を開始しており、最終的には13編成が導入される予定である。
- 2004年12月12日にスイス国鉄とトレニタリアの50%ずつの出資によりTILO[27]が設立され、ティチーノ州およびイタリアのロンバルディア州のローカル列車およびSバーンの運行を行うこととなったが、スイス国内の路線ではRBDe560形の100–104、106、107、121–122、124-126、129号機の13編成が車体正面および側面下部にTILOのマークを付けて運行されていることとなった。その後FLIRTシリーズのイタリア乗入対応機であるRABe524形が2007年以降増備されると次第に置換えられ、RABe524形が19編成となった2009年時点では、RBDe560形5編成がベッリンツォーナ-チアッソ間のレギオエクスプレス[28]とSバーンのS2系統に使用されており、102、122、124-126、129号機にTILOのマークが残っている。
- 2004年12月4日からチューリッヒ中央駅からグラールスを経由してリンタールへ至るレギオエクスプレスを「GlarnerSprinter」の列車名を付けてRBDe560形と2等車2両と1等車1両のEWI系客車、制御客車の編成が運行することとなり、120および123号機が専用機としてA 18-35 047および048号車、B 20-35 323、324、325および326号車、Bt 29-35 920および923号車を牽引しており、車体塗装も前頭部および前頭部側面を赤として前面に「Glarner Sprinter」のレタリングを入れたものとなっている。

## 廃車・譲渡
- 更新改造の対象外となった機体のうち、試作機のRBDe560 000-003号機については廃車となり、スイスおよびオーストリアの各私鉄に譲渡されている。
- RBDe560 000号機、EW I系の1/2等客車のAB 30-35 200号車および制御客車のBt 29-34 900号車はオエンジンゲン-バルシュタル鉄道[29]に譲渡され、2008年1月1日からRBDe207号機、AB 507号車およびBt 907号車として使用されている。車体塗装はほぼスイス国鉄時代のままで、側面下部中央にマークを入れたものとなり、RBDe207号機の機体名はBalsthalとなっている。
- RBDe560 001、003号機およびBt 29-34 901、903号車はすでに同形機を導入していたオーストリアのモンタフォン鉄道[30]に譲渡され、それぞれ2008年10月6日からET 10.122号機およびES 10.222号車、2008年1月1日からET 10.121号機およびES 10.221号車として使用されており、車体塗装は黄色一色となっている。
- RBDe560 002号機およびBt 29-34 902号車はスイス北西部のジュラ鉄道[31]に譲渡されて、2008年12月17日からRBDe560 141号機[32]およびBt 29-34 941号車となっている。車体塗装は赤をベースに乗降扉を白、側面窓周りを黒として車体裾部に白帯を入れたものとなっている。

## 同形機

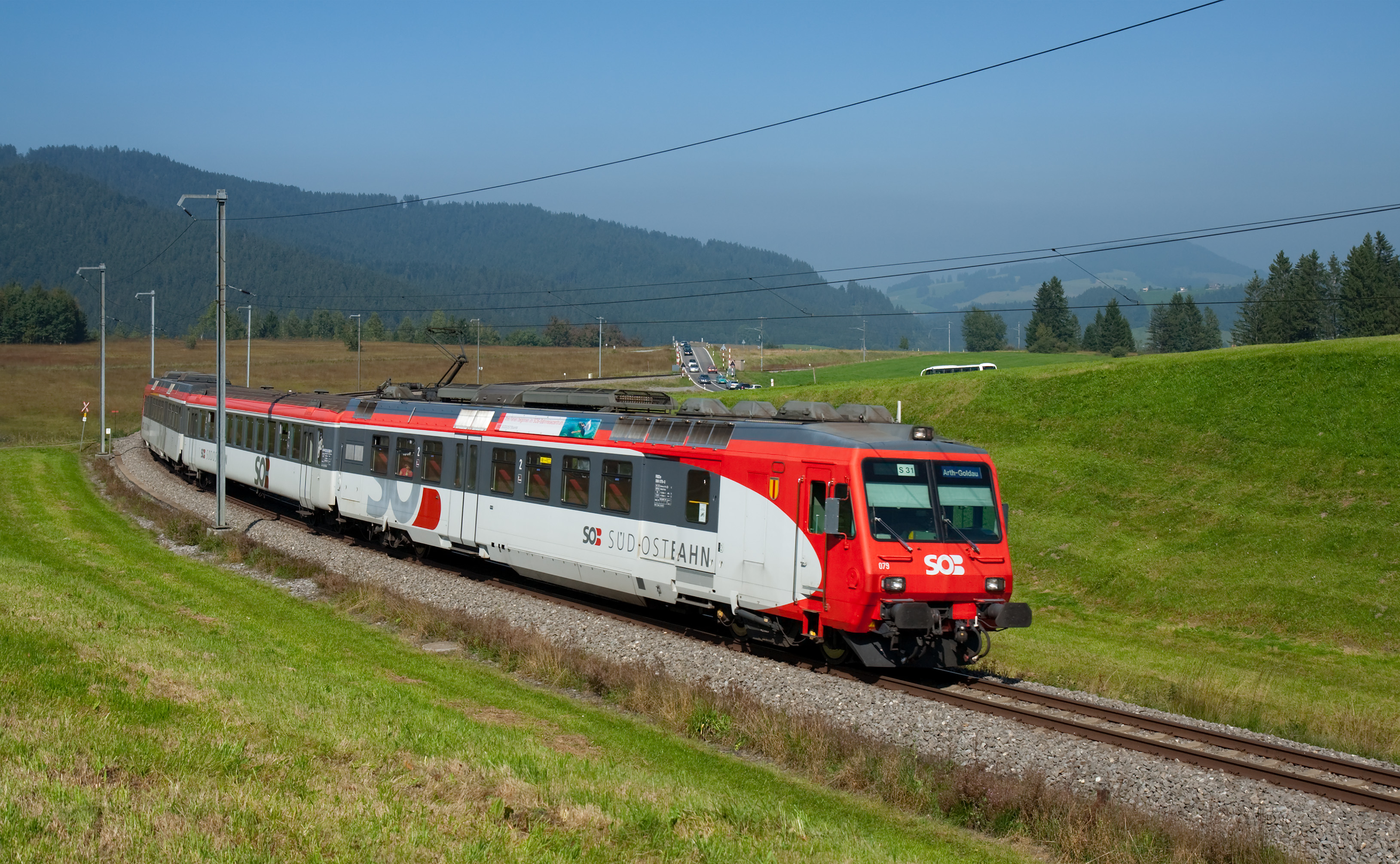
スイス南東鉄道のRDBe566 079号機

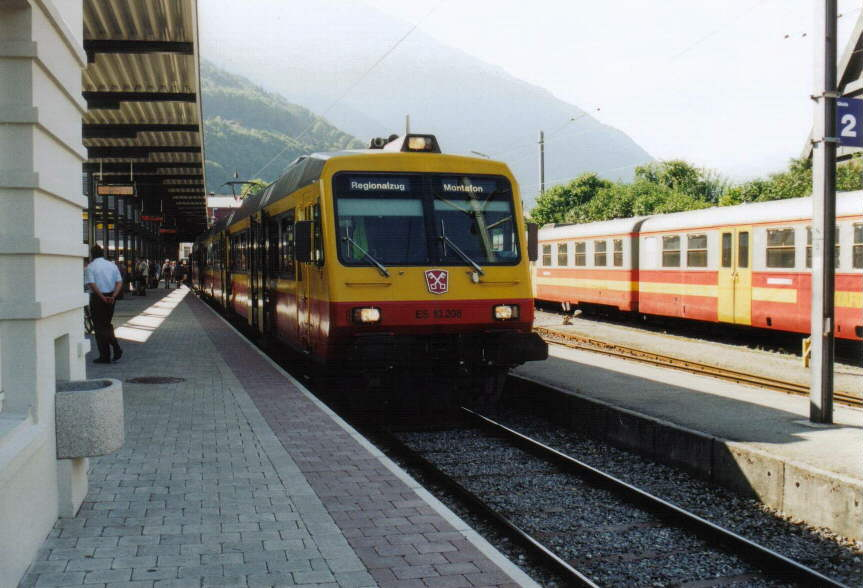
オーストリアのモンタフォン鉄道の同形の制御客車ES10.208号車

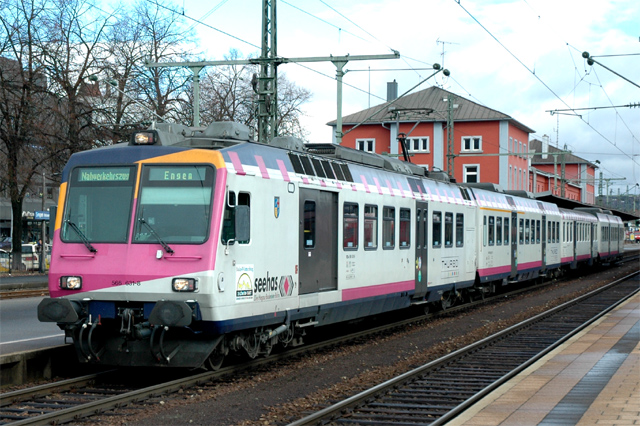
トゥルボのRDBe566形、RBDe 566 631-8号機、スイス国鉄には設定の無い専用の中間客車を連結した編成

### NPZ
本機はスイス国内のポン-ブラッシュ鉄道、ミッテルトゥールガウ鉄道、スイス南東鉄道およびオーストリアのモンタフォン鉄道においてスイス国鉄の1次量産車と同仕様の機体計12両が制御客車14両、スイス国鉄には設定のない中間客車4両とともに導入されている。
- スイス西部のポン-ブラッシュ鉄道では1989年にRBDe4/4 2084および2085号機と制御客車2両を導入している。なお、本機はスイス国鉄の2149号機と2150号機の間に生産されたものを、従来固有の車両を持たずに運行をスイス国鉄に委託していたポン-ブラッシュ鉄道へ割当てたもので、本機導入後も運行および本機のメンテナンスは引き続きスイス国鉄が行っており、車体塗装もスイス国鉄の機体と同一のものに側面下部および前面に社名を入れただけのものとなっている。ポン-ブラッシュ鉄道は2001年にはヴァレ・ド・ジュー-イヴェルドン＝レ＝バン-サン＝クロワ交通[36]となったが、本機もRBDe568 384-385号機となり、車体塗装も白をベースに前頭部と乗降扉をピンクとした新塗装に変更されている。
- オーストリアのモンタフォン鉄道では動力車と制御客車のセットを1990年と1993年に1編成ずつ導入している。機番は動力車がET 10.107およびET 10.108、制御客車がES 10.207およびES 10.208であり、車体塗装は上半部を黄色、下半部はオレンジをベースとして側面窓周りをグレーとしたものとなっている。なお、上記の通り2008年にはスイス国鉄で廃車となった試作車2編成を導入している。
- スイス北東部のミッテルトゥールガウ鉄道では1994年にRBDe566 631-634号機と制御客車Bt 29-33 211-214[37]号車を導入し、その後1995年にはスイス国鉄では導入されていない同形態で新造の1/2等合造の中間客車AB 30-35 161-164[38]号車の4両を導入して編成中に組み込んでいるほか、他形式での牽引用に制御客車Bt 29-33 215-216号車を導入している。本機はドイツ国内用の保安装置および最大幅1950mmの舟体を装備したパンタグラフを装備しており、ミッテルトゥールガウ鉄道が運行を受託しているドイツ国内乗入列車にも使用されていた。2002年にミッテルトゥールガウ鉄道が経営破綻してスイス国鉄の子会社のトゥルボ[39]に引き継がれると本機もトゥルボの所属となってトゥルボのドイツ国内の運行会社であるユーロトゥルボやスイス国鉄のドイツ国内運行会社のSBB Gmbhで運用されるようになり、車体塗装も白をベースに扉をグレーとし、車体上部と前面にピンクなどでデザインを施したものとなっている。その後2006年にFLIRTシリーズであるRABe526 651–659号機と置換えられたため、本機はスイス国鉄に編入されてRBDe561 171-174号機、AB 30-35 671–674号車、Bt 29-35 971–976号車となり、パンタグラフをスイス国内用の最大幅1450mmの舟体を装備したパンタグラフに換装、前面と側面下部にスイス国鉄のロゴを入れてルツェルンのSバーン用として使用されている。
- スイス南東鉄道では2005年にRBDe566形400-403号機と1/2等制御客車4両を導入しており、車体塗装は車体上半部がクリーム色、下半部を濃緑色、乗降扉をオレンジ色として、側面にクリーム色と濃緑色の斜めのストライプおよびスイス南東鉄道のマークとロゴが入るものであった。当初は動力車と制御車の2両編成で使用されていたが、後に手持ちの客車を中間車とするよう改造して組み込んでいる。2001年にスイス南東鉄道はボーデンゼー-トゲンブルク鉄道[40]と統合して新しいスイス南東鉄道[41]となり、本機も機番が機番もRBDe566形077-080号機とり、2003年末には車体塗装が白をベースに前頭部をオレンジ、側面窓周りをグレーとした新しいスイス南東鉄道塗装に変更されている。
- なお、スイス南東鉄道では1992年11月30日から12月2日の間にスイス国鉄機を使用して試運転が行われており、50パーミルで最大143tを牽引している。

### EAV-Triebwagen II / Privatbahn-NPZ

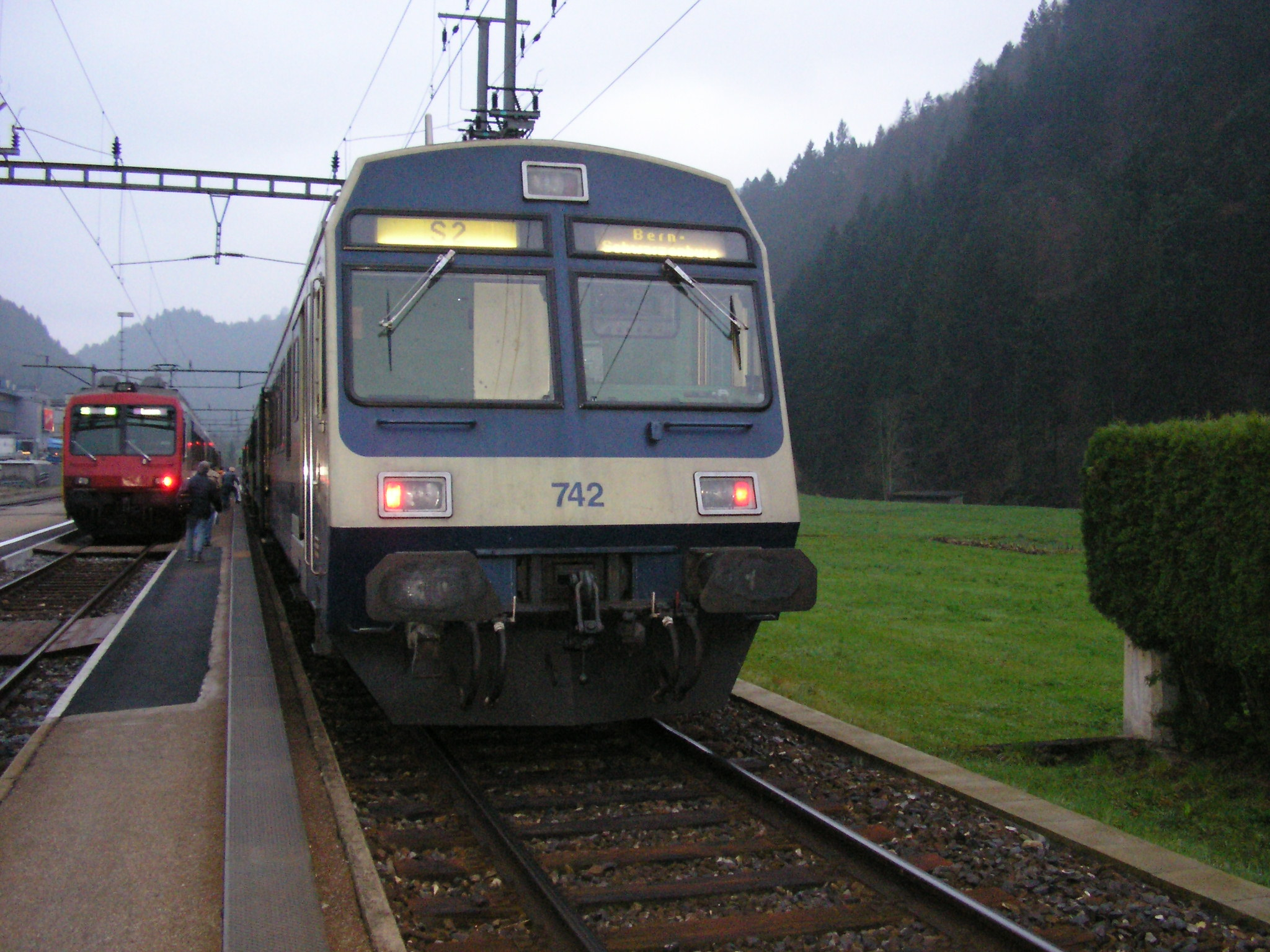
EAV-Triebwagen IIの一機種であるBLSレッチュベルク鉄道のRDBe565 742号機、スイス国鉄のNPZと並んでいる

本機のベースとなった「EAV-Triebwagen II」もしくは「Privatbahn-NPZ」は、スイス国内の標準軌の私鉄であるベルン-レッチュベルク-シンプロン鉄道グループ、エメンタル-ブルクドルフ-トゥーン鉄道グループ、ボーデンゼー-トゲンブルク鉄道とフリブール・グリュエール-フリブール-モラ鉄道での共同開発がなされ、共通化された仕様のもと同一の主要電機品を搭載したシリーズであり、後にヴァル＝ド＝トラヴェール地域鉄道でも導入され、総計49両が製造されている。
- 後にBLS AGに統合されたベルン-レッチュベルク-シンプロン鉄道では、旧型機の代替およびベルンのSバーン用のRBDe4/4形として1981年から計22両が製造され、同様に系列会社のシュピーツ-エルレンバッハ-ツヴァイジメン鉄道、ギュルベタル-ベルン-シュヴァルツェンブルク鉄道、ベルン-ノイエンブルク鉄道にも投入され、現在ではBLS AGのRBDe565形721-742号機となっている。
- 同様に現在ではBLS AGに統合されているスイス中央部の私鉄のエメンタル-ブルクドルフ-トゥーン鉄道グループのエメンタル-ブルクドルフ-トゥーン鉄道、ソロトゥルン-ミュンスター鉄道、フットヴィル連合鉄道でもRBDe4/4II形として1984年から13両を製造し、シャトルトレイン用として使用しており、現在ではBLS AGのRBDe566形230-242号機となっている。
- ボーデンゼー-トゲンブルク鉄道ではディスクブレーキ付台車、同型制御客車、中間車による半固定編成のRBDe4/12形として1982年から71-76号機の6編成が製造され、現在ではスイス南東鉄道の所属となり、形式もUIC形式ののRBDe566形071-076号機となっている。
- フリブール・グリュエール-フリブール-モラ鉄道では1983年に両運転台、前面が幌付貫通式、トイレ付のRBDe4/4形として171、172号機の2両が製造され、また、1991年にはヴァル＝ド＝トラヴェール地域鉄道の同形機104号機を譲受して173号機としている。また、同型の制御客車Bt 371、373の2両も製造されている。さらに1991年にはBLSのRBDe4/4形と同じ片運転台タイプの181、182号機と制御客車のBt 381、382を増備している。なお、現在ではフリブール公共交通の所属となり、形式名もUIC形式のRBDe567形171-173、181、182号機となっている。
- ヴァル＝ド＝トラヴェール地域鉄道では1983年にフリブール・グリュエール-フリブール-モラ鉄道と同形の両運転台タイプをRBDe4/4形104、105号機として、1985年と1991年にBLSと同形の片運転台タイプとRBDe4/4形106、107号機と同型の制御客車ABt204-206を製造している。なお、1991年には104号機をフリブール・グリュエール-フリブール-モラ鉄道に譲渡し、残存機は現在ではヌーシャテル地域交通の所属となり、形式名もUIC形式のRBDe567形105-107号機となっている。